# Enquêtes criminelles : le magazine des faits divers
Enquêtes criminelles est une émission de télévision française consacrée aux faits divers, à partir du 8 octobre 2008 et présentée par Sidonie Bonnec et Paul Lefèvre jusqu'en juin 2015, et diffusée sur W9.
À partir de septembre 2015, Nathalie Renoux présente l'émission quelquefois accompagnée de Paul Lefèvre.
Les documentaires sont actuellement produits par l'Agence Capa et Tony Comiti Productions.
Certains épisodes sont rediffusés dans Dossiers criminels sur Numéro 23 et AB3.
Au Québec, elle est diffusée sur ICI RDI.

## Concept
L'émission raconte un fait divers français ou international avec une large place accordée aux reconstitutions, entrecoupées de témoignages et d'images d'archive. Sauf exception, chaque émission est divisée en deux reportages. Dans les épisodes de janvier 2010 à janvier 2015, la deuxième enquête se déroule dans un pays anglophone et est traduite d'une émission anglophone.
À ses débuts, l'émission rediffuse des reportages de Secrets d'actualité de M6. À partir de septembre 2010, l'émission diffuse des enquêtes inédites. Elle est diffusée chaque mercredi en première partie de soirée. Sauf exception, l'épisode est rediffusé en deuxième partie de soirée le mercredi suivant. L'émission est rediffusée de nombreuses fois par la suite.
Les résumés de certains épisodes sont consultables sur le site internet de L'Internaute et de Télérama.

## Programmation
Cette programmation est établie essentiellement à partir de la liste descriptive des épisodes disponible sur le site internet de l'émission.
 (janvier 2020).
- Si vous ne connaissez pas le sujet, laissez ce bandeau (vous pouvez alors contacter les auteurs).
- Si vous supprimez le contenu mis en cause (vous pouvez préalablement contacter les auteurs),

argumentez précisément cette suppression dans la page de discussion
(un manque de référence n'est pas un argument ; une recherche réelle de référence doit avoir été effectuée, être formellement documentée).
Seule la date de la première diffusion est indiquée, dans la deuxième colonne du tableau. Des informations sont mentionnées dans la colonne « Détails et informations supplémentaires », sauf si l'article correspondant existe.

### Première saison (diffusion: d'octobre 2008 à juin 2009)
| Saison 2008/2009 Épisode | Date             | Titres de l'épisode                                             | Détails et informations supplémentaires |
| ------------------------ | ---------------- | --------------------------------------------------------------- | --- |
| 1                        | 8 octobre 2008   | Affaire Grégory : le mystère refait surface                     | |
| 1                        | 8 octobre 2008   | Meurtre de Sophie Toscan du Plantier                            | |
| 2                        | 15 octobre 2008  | La malédiction de la famille Rambla                             | |
| 2                        | 15 octobre 2008  | Qui a tué Géraldine Giraud ?                                    | |
| 3                        | 22 octobre 2008  | Affaire Leprince : l'énigme bientôt résolue ?                   | |
| 3                        | 22 octobre 2008  | La clinique du docteur Maure                                    | |
| 4                        | 5 novembre 2008  | Affaire Omar Raddad : un coupable idéal ?                       | |
| 4                        | 5 novembre 2008  | Une famille massacrée                                           | |
| 5                        | 12 novembre 2008 | Mesrine : l'ennemi public n°1                                   | |
| 5                        | 12 novembre 2008 | Antonio Ferrara : «la grande évasion»                           | |
| 6                        | 19 novembre 2008 | Tuerie de Columbine : panique dans le collège                   | |
| 6                        | 19 novembre 2008 | Affaire Petit : mais qui a tué les époux Roussel ?              | |
| 7                        | 26 novembre 2008 | Ordre du Temple Solaire : massacre dans le Vercors              | |
| 7                        | 26 novembre 2008 | Meurtres au Vatican : une étrange affaire                       | |
| 8                        | 3 décembre 2008  | Josacine empoisonnée : l'ombre d'un doute ?                     | |
| 8                        | 3 décembre 2008  | L'assassin psychopathe                                          | |
| 9                        | 10 décembre 2008 | Viktor Iouchtchenko : les dessous d'un dîner empoisonné         | |
| 9                        | 10 décembre 2008 | Mort du petit Lubin : une maman jugée coupable                  | Paris, 5 décembre 1994 Lubin, 2 mois, meurt à l'hôpital à la suite des coups répétés qu'il a reçus de sa mère Magali Guillemot, ingénieure. |
| 10                       | 7 janvier 2009   | L'énigmatique Simone Weber                                      | |
| 10                       | 7 janvier 2009   | Le mystère Barbara Coll                                         | |
| 11                       | 14 janvier 2009  | Le crime était presque parfait                                  | |
| 11                       | 14 janvier 2009  | Les reclus de Monflanquin                                       | Monflanquin (Lot-et-Garonne), pendant 8 ans, 11 membres de la famille aristocratique Védrines sont séquestrés et dépouillés par Thierry Tilly, escroc. |
| 12                       | 21 janvier 2009  | André Kaas : accusé à tort                                      | |
| 12                       | 21 janvier 2009  | Les dernières heures de Lolo Ferrari                            | |
| 13                       | 28 janvier 2009  | L'affaire Flactif : une famille assassinée                      | |
| 13                       | 28 janvier 2009  | Yves Dandonneau : le mort-vivant                                | |
| 14                       | 4 février 2009   | Affaire Boutboul : meurtre dans la jet set                      | |
| 14                       | 4 février 2009   | L'énigme de Ramatuelle : une famille a disparu                  | Ramatuelle (Var), 26 septembre 2005 Dominique Thirard, 42 ans, et sa famille disparaissent. |
| 15                       | 4 mars 2009      | Duel sur la glace                                               | |
| 15                       | 4 mars 2009      | Disparition d'Estelle : mystère à Guermantes                    | |
| 16                       | 11 mars 2009     | Le mystère Turquin : un enfant a disparu                        | |
| 16                       | 11 mars 2009     | Disparition du docteur Godard : l'énigme                        | |
| 17                       | 18 mars 2009     | La tuerie de Monfort                                            | Monfort (Gers), 20 mai 1999, Artie et Marianne Van Hulst et Johan et Dorothea Nieuwenhuis, 2 couples de néerlandais, sont torturés et assassinés chez eux par Kamel Ben Salah, employé par les Van Hulst pour des travaux de peinture.                                                                           |
| 17                       | 18 mars 2009     | Péroline et Stéphane : les amants diaboliques                   | |
| 18                       | 25 mars 2009     | L'affaire Alessandri : qui a tué le mari ?                      | Pernes-les-Fontaines (Vaucluse), nuit du 16 au 17 juillet 2000, Richard Alessandri, directeur de l'Intermarché est abattu dans son lit par son épouse, Edwige. |
| 18                       | 25 mars 2009     | Les soldats de Satan                                            | Saint-Tugduall (Morbihan), 30 janvier 2006, la chapelle Saint-Gue est incendiée. Kingersheim (Haut-Rhin), 19 décembre 1996, Jean Uhl, curé de 68 ans, est assassiné dans son presbytère de 33 coups couteau par David Oberdorf. Toulon (Var), profanation du cimetière par Anthony Mignoni et Émilie Dervillers. |
| 19                       | 1er avril 2009   | L'affaire Von Bülow : mort par insuline                         | New York (États-Unis), 1982, coma de Sunny von Bülow par surdose d'insuline. Le suspect est son mari, Claus. |
| 19                       | 1er avril 2009   | Affaire Atouillant : Une nounou dans le box des accusés         | |
| 20                       | 8 avril 2009     | Affaire Leblanc : assassin ou innocent ?                        | |
| 20                       | 8 avril 2009     | Panique sur la ville                                            | Washington, octobre 2002. |
| 21                       | 29 avril 2009    | Le gang des barbares                                            | |
| 21                       | 29 avril 2009    | Meurtre de Gilles Andruet : échecs et mat                       | |
| 22                       | 6 mai 2009       | Tribune de Furiani : une catastrophe annoncée                   | |
| 22                       | 6 mai 2009       | Docteur Shipman : 215 morts sur ordonnance                      | |
| 23                       | 13 mai 2009      | Maternelle de Neuilly : L'histoire secrète d'une prise d'otages | |
| 23                       | 13 mai 2009      | TWA-800 : L'énigme du vol New York / Paris                      | |
| 24                       | 27 mai 2009      | BTK : sur la piste de l'étrangleur                              | |
| 24                       | 27 mai 2009      | Yann Piat : le mystère de la députée assassinée                 | |
| 25                       | 3 juin 2009      | Chez Francis : le mystère de la paillote incendiée              | |
| 25                       | 3 juin 2009      | Amélie Delagrange : victime du tueur de Londres                 | |
| 26                       | 10 juin 2009     | Mourmelon : le mystère des disparus                             | |
| 26                       | 10 juin 2009     | Mort de Vincent Humbert : que s'est-il vraiment passé ?         | |
| 27                       | 17 juin 2009     | Meurtre chez les Simenon                                        | Berchem-Sainte-Agathe (Belgique), juin 2000 Georges Temperman, 55 ans est tué par sa compagne, Geneviève Simenon, rhumatologue, petite-nièce de l'écrivain Georges Simenon |
| 27                       | 17 juin 2009     | Affaire Caroline Dickinson : le tueur de l'auberge de jeunesse  | |
| 27                       | 17 juin 2009     | Disparition du docteur Godard : l'énigme                        | rediffusion de l'épisode 16 de la saison 1 du 11 mars 2009 |
| 28                       | 24 juin 2009     | Alfredo Stranieri, le tueur aux petites annonces                | |
| 28                       | 24 juin 2009     | L'homme qui a voulu tuer le Président                           | |
| 28                       | 24 juin 2009     | Qui a tué Géraldine Giraud ?                                    | rediffusion de l'épisode 2 de la saison 1 du 15 octobre 2008 |

### Deuxième saison (diffusion: de septembre 2009 à avril 2010)
| Saison 2009/2010 Épisode | Date              | Titres de l'épisode                                                       | Détails et informations supplémentaires |
| ------------------------ | ----------------- | ------------------------------------------------------------------------- | --- |
| 1                        | 2 septembre 2009  | Mais qui a tué la principale du collège ?                                 | |
| 1                        | 2 septembre 2009  | Scientologie : le mystère des dossiers disparus                           | |
| 1                        | 2 septembre 2009  | Tuerie de Columbine : panique dans le collège                             | rediffusion de l'épisode 6 de la saison 1 du 19 novembre 2008 |
| 2                        | 9 septembre 2009  | Les dessous du casse du siècle : 100 millions d'euros de diamants dérobés | |
| 2                        | 9 septembre 2009  | Tuerie de Nanterre : la folie meurtrière                                  | |
| 2                        | 9 septembre 2009  | Affaire Atouillant : Une nounou dans le box des accusés                   | rediffusion de l'épisode 19 de la saison 1 du 1er avril 2009 |
| 3                        | 16 septembre 2009 | Le mystère de l'homme sans tête                                           | Nargis (Loiret), 23 juillet 1995, canal du Loing, Michel Dufois, 22 ans, est retrouvé décapité |
| 3                        | 16 septembre 2009 | Concorde : les dessous d'une catastrophe                                  | |
| 3                        | 16 septembre 2009 | Affaire Leprince : l'énigme bientôt résolue ?                             | rediffusion de l'épisode 3 de la saison 1 du 22 octobre 2008 |
| 4                        | 23 septembre 2009 | Le mystère du meurtre des marais                                          | Salperwick (Pas-de-Calais), 20 septembre 1988, Charline Clay, 21 ans, est tuée et jetée dans un marais. |
| 4                        | 23 septembre 2009 | Tchernobyl : le mensonge français                                         | |
| 4                        | 23 septembre 2009 | L'affaire Alessandri : qui a tué le mari ?                                | rediffusion de l'épisode 18 de la saison 1 du 25 mars 2009 |
| 5                        | 7 octobre 2009    | L'empoisonneuse de Bourg-en-Bresse                                        | |
| 5                        | 7 octobre 2009    | Casino de Nice, l'héritière assassinée                                    | |
| 6                        | 14 octobre 2009   | Meurtre en famille                                                        | Nimes (Gard), 14 février 1998, François Baudet, 63 ans, brocanteur, est tué par Annie, son épouse et son fils, Yann. |
| 6                        | 14 octobre 2009   | Patrick Dils, faux coupable                                               | |
| 7                        | 21 octobre 2009   | Maddie : que s'est-il vraiment passé ?                                    | |
| 8                        | 18 novembre 2009  | L'affaire O. J. Simpson                                                   | |
| 8                        | 18 novembre 2009  | Les diaboliques                                                           | Hatten (Bas-Rhin), nuit du 23 au 24 février 1999, Thierry Villain, 35 ans, carreleur, est étranglé par son épouse, Marie-France et Delphine Ducourneau, la maitresse de celle-ci.                                                                    |
| 9                        | 25 novembre 2009  | Les dessous du casse du siècle : l'affaire Spaggiari                      | |
| 9                        | 25 novembre 2009  | La veuve noire                                                            | Villalar de los Comunéros (Espagne),12 juillet 2003, Simon Jochimec, 75 ans, est assassiné par sa jeune épouse « Maud » (Dominique Louis), call-girl et ancienne policière, avec la complicité de son amant, Jean-Claude Vaze.                       |
| 10                       | 6 janvier 2010    | Les reclus de Monflanquin                                                 | rediffusion de l'épisode 11 de la saison 1 du 14 janvier 2009 |
| 10                       | 6 janvier 2010    | Victor-Emmanuel de Savoie : un prince dans la tourmente                   | |
| 11                       | 13 janvier 2010   | L'énigme Anna Maria (it) : l'affaire Grégory à l'italienne                | |
| 11                       | 13 janvier 2010   | Du sang dans la neige (en)                                                | Saskatoon (Canada), 31 janvier 1969, Gail Miller, infirmière est poignardée et violée par Larry Fisher |
| 12                       | 20 janvier 2010   | Match VA-OM, l'histoire secrète                                           | |
| 12                       | 20 janvier 2010   | Complot de famille : l'affaire du bagagiste de Roissy                     | |
| 13                       | 27 janvier 2010   | Airbus Alger-Paris : 54 heures d'angoisse                                 | |
| 13                       | 27 janvier 2010   | Femme fatale (en)                                                         | New York (États-Unis), 15 janvier 1989, Betty Jeanne Solomon est criblée de balles par Carolyn Warmus. |
| 14                       | 3 février 2010    | Christophe Rocancourt : l'arnaqueur des stars                             | |
| 14                       | 3 février 2010    | Affaire Fauviau : « Poison sur le court »                                 | 3 juillet 2003, Alexandre Lagardère, 25 ans, instituteur, absorbe à son insu du Temesta ajouté dans bouteille d'eau par son adversaire Christophe Fauviau au tournoi de tennis. Alexandre s'endort au volant de sa voiture et meurt dans l'accident. |
| 14                       | 3 février 2010    | Marco Pantani : les mystères de sa mort                                   | |
| 15                       | 10 mars 2010      | La tuerie de Monfort                                                      | rediffusion de l'épisode 17 de la saison 1 du 18 mars 2009 |
| 15                       | 10 mars 2010      | L'incroyable machination (en)                                             | Springfield (Illinois), 29 août 1995, Donnah Winger infirmière et Roger Harrington sont assassinés par Mark, ingénieur nucléaire mari de Donnah. |
| 16                       | 17 mars 2010      | Une nounou dans le box des accusés                                        | rediffusion de l'épisode 19 de la saison 1 du 1er avril 2009 |
| 16                       | 17 mars 2010      | Liaisons fatales                                                          | ? |
| 17                       | 24 mars 2010      | L'affaire Von Bülow : mort par insuline                                   | rediffusion de l'épisode 19 de la saison 1 du 1er avril 2009 |
| 17                       | 24 mars 2010      | Une famille massacrée (en)                                                | Georgetown (Indiana), 28 septembre 2000, Kimberly Camm et ses enfants, Brad 7 ans et Jill 5 ans, sont tués par Charles Boney. |
| 18                       | 31 mars 2010      | Le mystère de l'homme sans tête                                           | rediffusion de l'épisode 3 de la saison 2 du 16 septembre 2009 |
| 18                       | 31 mars 2010      | Immortel                                                                  | Llanfair (Pays de Galles), 25 novembre 2001, Mabel Leyshon, 90 ans, est tuée par Mathew Hardman, livreur de journaux. |
| 19                       | 7 avril 2010      | L'affaire Joushomme, noces de sang                                        | |
| 19                       | 7 avril 2010      | Meurtres à domicile                                                       | 13 juillet 1994, 3 personnes sont tuées à coups de batte de base-ball. |
| 20                       | 14 avril 2010     | Affaire Leprince : l'énigme bientôt résolue ?                             | rediffusion de l'épisode 3 de la saison 1 du 22 octobre 2008 |
| 20                       | 14 avril 2010     | Conspiration                                                              | Angleterre, mars 1982, vieille dame militante anti-nucléaire est battue, violée et séquestrée. |

### Troisième saison (diffusion: de septembre 2010 à juin 2011)
| Saison 2010/2011 Épisode | Date              | Titres de l'épisode                                             | Détails et informations supplémentaires |
| ------------------------ | ----------------- | --------------------------------------------------------------- | --- |
| 1                        | 15 septembre 2010 | L'affaire Joushomme, noces de sang                              | rediffusion de l'épisode 19 de la saison 2 du 7 avril 2010 |
| 2                        | 29 septembre 2010 | L'affaire Spaggiari, les dessous du casse du siècle             | rediffusion de l'épisode 9 de la saison 2 du 25 novembre 2009 |
| 3                        | 6 octobre 2010    | L'affaire Shaftesbury, la mystérieuse disparition du Lord       | |
| 3                        | 6 octobre 2010    | L'assassin n'est pas toujours celui qu'on croit (en)            | Barberton (États-Unis), 7 juin 1998, Brooke, 6 ans et sa grand-mère sont violées et tuées par Clarence Elkins. |
| 4                        | 13 octobre 2010   | L'affaire Dieter Krombach, la vengeance d'un père               | |
| 4                        | 13 octobre 2010   | Jalousie mortelle                                               | Bath (États-Unis), 11 août 1980, Dean Milo est abattu à son domicile de deux balles dans la tête. |
| 5                        | 20 octobre 2010   | L'Affaire Bondonny, témoin gênant                               | |
| 5                        | 20 octobre 2010   | Macabre Saint Sylvestre                                         | Canada début 1991 Greg Parsons 19 ans sa mère morte dans la salle de bains. |
| 6                        | 25 octobre 2010   | L'affaire Xavier Philippe, le crime était trop parfait          | |
| 6                        | 25 octobre 2010   | La maison assassinée                                            | Worthing (Angleterre) décembre 2000 Jean Barnes 87 ans est assassinée par David Munley. |
| 7                        | 3 novembre 2010   | Crime en pleine mer                                             | Affaire Beille-Caspar : 17 août 2006 trimaran chavire au large du Portugal |
| 7                        | 3 novembre 2010   | Le mystère de l'homme sans tête                                 | rediffusion de l'épisode 3 de la saison 2 du 16 septembre 2009 |
| 8                        | 10 novembre 2010  | Manuela, femme fatale                                           | Grenoble décembre 1983 Gilbert Martoia le compagnon de Manuela Gonzalez, joueuse compulsive au casino, fait une tentative de suicide avec des médicaments et se réveille après 3 mois de coma. Octobre 1984 son nouveau compagnon, Michel Garcia, bijoutier, tombe dans le coma, empoisonné par des somnifères. Brignoud, 1986, son nouveau compagnon François Collado, patron d'un bar, se suicide dans sa voiture avec les gaz d’échappement. 6 avril 1991 son nouveau compagnon Thierry Lechevallier meurt dans un incendie. Villard-Bonnot 28 septembre 2008 son époux Daniel Cano, chaudronnier, 58 ans, survit à l'incendie du premier étage de sa maison. 30 octobre 2008 il meurt empoisonné calciné sur la banquette arrière de sa voiture incendiée, avec dans le coffre le cadavre de son labrador. |
| 8                        | 10 novembre 2010  | Affaire Leblanc : assassin ou innocent ?                        | rediffusion de l'épisode 20 de la saison 1 du 8 avril 2009 |
| 9                        | 17 novembre 2010  | L'affaire Lund, les lunettes qui accusent                       | |
| 9                        | 17 novembre 2010  | Double meurtre à l'université (en)                              | Hanover (États-Unis) 2001 2 professeurs d'université Half et Suzanna Zantop sont tués à coups de couteau. |
| 10                       | 24 novembre 2010  | L'affaire Morel, l'homme aux deux visages                       | |
| 10                       | 24 novembre 2010  | Traces de sang                                                  | Washington 4 juin 1999 Dennis Dolinger, 51 ans est assassiné de 25 coups de tournevis dans le crâne par Raymond A. Jenkins. |
| 11                       | 1er décembre 2010 | L'affaire Sedrati, le dépeceur du canal                         | |
| 11                       | 1er décembre 2010 | L'empoisonneuse de Bourg-en-Bresse                              | rediffusion de l'épisode 5 de la saison 2 du 7 octobre 2010 |
| 12                       | 8 décembre 2010   | L'affaire Douliéry, les amants diaboliques                      | Marseille 24 mars 2001 Dominique Ortiz, 31 ans, enceinte, est assassinée par son compagnon Jean-Claude Douliéry maçon. Sanary-sur-Mer, nuit du 15 au 16 mars 2005, Jean-Pierre Faure est assassiné avec la complicité de son épouse Béatrice Frustieri. |
| 12                       | 8 décembre 2010   | Raccourci pour un meurtre                                       | Ontario 7 août 1997 Sara Whitehead 20 ans est violée et étranglée. |
| 13                       | 22 décembre 2010  | L'affaire Keller, le tueur à l'oreiller                         | |
| 13                       | 22 décembre 2010  | Code mortel                                                     | Hessle (Yorkshire) 27 août 1988 Keith Slater 35 ans est poignardé par Martin Brown. |
| 14                       | 29 décembre 2010  | L'affaire Poirson, confessions d'un tueur                       | |
| 14                       | 29 décembre 2010  | L'affaire Von Bülow : mort par insuline                         | rediffusion de l'épisode 19 de la saison 1 du 1er avril 2009 |
| 15                       | 12 janvier 2011   | L'affaire Pignal, le meurtre de la riche héritière              | Brison-Saint-Innocent 31 décembre 1996, Anne-Marie Pignal riche veuve 76 ans poignardée par son fils adoptif Hugues |
| 15                       | 12 janvier 2011   | Tuerie de Columbine : panique dans le collège                   | rediffusion de l'épisode 6 de la saison 1 du 19 novembre 2008 |
| 16                       | 17 janvier 2011   | L'affaire Chabert, crime parfait                                | Fos-sur-Mer juin 2003 Nadine Chabert disparue |
| 16                       | 17 janvier 2011   | L'affaire Alessandri : qui a tué le mari ?                      | rediffusion de l'épisode 18 de la saison 1 du 25 mars 2009 |
| 17                       | 24 janvier 2011   | L'affaire Le Couviour, jalousie familiale                       | Grand-Champ (Morbihan) 9 avril 2009 Anne-Marie Le Couviour seconde épouse d'Eugène est étouffée par Wenceslas Lecerf et Guénolé Madé lors du cambriolage commandité par leur belle-fille Josiane par l'intermédiaire de Loïc Dugué son jardinier. |
| 17                       | 24 janvier 2011   | Les apparences sont souvent trompeuses (en)                     | novembre 1994 New Jersey Fred Neulander rabbin commandite l'assassinat de sa femme Carol |
| 18                       | 31 janvier 2011   | L'affaire Charles et Christophe Cretello, mortel guet-apens     | |
| 18                       | 31 janvier 2011   | Jeux pervers                                                    | Pleasant Valley (New York) 28 octobre 1999 Susan Fassett, 48 ans, employée de mairie, tuée par Fred Andros et Dawn Silvernail |
| 19                       | 9 février 2011    | L'Affaire Raspini, le meurtre de la rentière                    | |
| 19                       | 9 février 2011    | La clinique du docteur Maure                                    | rediffusion de l'épisode 3 de la saison 1 du 22 octobre 2008 |
| 20                       | 16 février 2011   | L'affaire Jacques Maire, justice pour un innocent               | |
| 20                       | 16 février 2011   | Les reclus de Monflanquin                                       | rediffusion de l'épisode 11 de la saison 1 du 14 janvier 2009 |
| 21                       | 23 février 2011   | L'affaire Charron, deux suspects pour un meurtre                | Saint-Sulpice-de-Royan 27 avril 2007 Jennifer Charron 21 ans serveuse est violée, tuée et incinérée par José Nuno Mendès Abrantes maçon. |
| 21                       | 23 février 2011   | Du sang dans la neige (en)                                      | rediffusion de l'épisode 11 de la saison 2 du 13 janvier 2010 |
| 22                       | 2 mars 2011       | L'affaire des paras de Francazal, virée meurtrière              | |
| 22                       | 2 mars 2011       | Femme fatale (en)                                               | rediffusion de l'épisode 13 de la saison 2 du 27 janvier 2010 |
| 23                       | 9 mars 2011       | L'affaire des disparus de Vaux-le-Pénil, massacre à la machette | Vaux le Pénil (Seine et Marne) 16 septembre 1995 Donald Davila 34 ans Stéphanie Sané 21 ans Donald junior 3 ans Donatella 22 mois sont assassinés par Edgar Boulai. |
| 23                       | 9 mars 2011       | Liaisons fatales                                                | rediffusion de l'épisode 16 de la saison 2 du 17 mars 2010 |
| 24                       | 16 mars 2011      | L'assassin habite au numéro 1                                   | |
| 24                       | 16 mars 2011      | L'incroyable machination (en)                                   | rediffusion de l'épisode 15 de la saison 2 du 10 février 2010 |
| 25                       | 23 mars 2011      | L'affaire Dray, sabotage                                        | 23 mars 1962 Gilles Dray perd sa femme dans un accident de la route |
| 25                       | 23 mars 2011      | Dangereuse confession                                           | Berwick dans le Maine 20 octobre 2001 Amy St-Laurent, 25 ans, violée et tuée par Jeffrey "Russ" Gorman. |
| 26                       | 28 mars 2011      | L'énigme du champ de courses                                    | Lamorlaye 5 janvier 1994 Christophe Le Scrill, jockey, est étranglé par son épouse Nathalie. |
| 26                       | 28 mars 2011      | Morsure fatale                                                  | Texas 2006 Sarah Anne Walker agent immobilier 41 ans. |
| 27                       | 4 avril 2011      | L'affaire Maddie McCann, la thèse des parents                   | rediffusion de l'épisode 7 de la saison 2 du 21 octobre 2009 |
| 28                       | 14 avril 2011     | L'affaire Gonçalo Amaral, l'enquête interdite                   | ? |
| 29                       | 25 mai 2011       | Trois ADN pour un meurtrier                                     | |
| 29                       | 25 mai 2011       | Faux témoignage (en)                                            | 13 octobre 1989 Boston Massachusetts Chuck Stuart Carol Willy Bennett. |
| 30                       | 30 mai 2011       | Au-dessus de tout soupçon                                       | |
| 30                       | 30 mai 2011       | Meurtres à l'université                                         | |
| 31                       | 6 juin 2011       | Machination criminelle                                          | Août 2007 Alcáçovas Portugal Francisca Figueira 49 ans étranglée par Dominique Colinet 43 ans employé de son époux David Campos Da Silva commerçant à Mouroux. Octobre 2007 Dominique Colinet 2 balles dans la tête enterré Bombaral Portugal. |
| 31                       | 6 juin 2011       | Une famille assassinée                                          | rediffusion de l'épisode 3 de la saison 1 du 22 octobre 2008 |
| 32                       | 13 juin 2011      | Le mystère du triple meurtre de l'Esteron                       | 27 février 1999 assassinat et dépeçage de Jean-Pierre Calligaris, 40 ans, Francis Ben Mokhtar, 58 ans, et sa compagne Theresa Conte, 53 ans, italienne, par Michel Pinneteau, fromager. |
| 32                       | 13 juin 2011      | Femme fatale (en)                                               | rediffusion de l'épisode 13 de la saison 2 du 27 janvier 2010 |
| 33                       | 20 juin 2011      | L'affaire Piet, mort sur le grill                               | Bretagne 3 juillet 2006 Benoît Piet tue son épouse. |
| 33                       | 20 juin 2011      | Massacre (en)                                                   | rediffusion de l'épisode 17 de la saison 2 du 24 mars 2010 |
| 34                       | 27 juin 2011      | Le mystère du couple disparu                                    | 28 juin 1996 grand trou d'eau bordure route nationale Ambronay Pont d'Ain véhicule immergé 10 m profondeur Jean-François Virey 42 ans chauffeur routier et Patricia 31 ans étranglée. |
| 34                       | 27 juin 2011      | Conspiration                                                    | rediffusion de l'épisode 20 de la saison 2 du 14 avril 2010 |

### Quatrième saison (diffusion: de septembre 2011 à juillet 2012)
| Saison 2011/2012 Épisode | Date              | Titres de l'épisode                                        | Détails et informations supplémentaires |
| ------------------------ | ----------------- | ---------------------------------------------------------- | --- |
| 1                        | 7 septembre 2011  | L'affaire Richard Roman                                    | |
| 1                        | 7 septembre 2011  | L'assassin n'est pas toujours celui qu'on croit (en)       | rediffusion de l'épisode 3 de la saison 3 du 6 octobre 2010 |
| 2                        | 14 septembre 2011 | Les amants maudits                                         | |
| 2                        | 14 septembre 2011 | Jalousie mortelle                                          | rediffusion de l'épisode 4 de la saison 3 du 13 octobre 2010 |
| 3                        | 21 septembre 2011 | Meurtre en plein ciel                                      | |
| 3                        | 21 septembre 2011 | Immortel                                                   | rediffusion de l'épisode 18 de la saison 2 du 31 mars 2010 |
| 4                        | 26 septembre 2011 | L'étrange meurtre du notaire                               | Affaire Thomas-Chevallier 5 février 1980 Jean Flauder notaire Meuse |
| 4                        | 26 septembre 2011 | Raccourci pour un meurtre                                  | rediffusion de l'épisode 12 de la saison 3 du 8 décembre 2010 |
| 5                        | 3 octobre 2011    | L'insaisissable meurtrier d'Angélique                      | 13 octobre 1996 forêt de Compiègne, Angélique Dumetz, 19 ans, violée tuée coups de couteau par José Mendes Furtado, maçon.                                                            |
| 5                        | 3 octobre 2011    | Le mystère du meurtre des marais                           | rediffusion de l'épisode 4 de la saison 2 du 23 septembre 2009 |
| 6                        | 10 octobre 2011   | Mystérieux meurtre sur la Côte d'Azur : l'affaire Dalmasso | |
| 6                        | 10 octobre 2011   | Petits meurtres entre amis : l'affaire Amanda Knox         | |
| 7                        | 17 octobre 2011   | Le quatuor diabolique                                      | Affaire Deprez 21 janvier 2000 Eragny-Sur-Oise Joël Deprez, déménageur, 38 ans, forêt incinéré par sa femme Nathalie, William Leguillon, Sandrine et Stéphane Hesry                   |
| 7                        | 17 octobre 2011   | Complot en famille (en)                                    | Macon City Illinois 27 septembre 1996 Karyn Slover, 23 ans, tué par ses parents Jeannette et Michael Slover                                                                           |
| 8                        | 24 octobre 2011   | Meurtre sur le campus                                      | campus d'Aix-en-Provence juin 1993 Gaëlle Le Guen, 21 ans, poignardée |
| 8                        | 24 octobre 2011   | Instincts criminels                                        | 1992 verger cadavre adolescente nue strangulation |
| 9                        | 31 octobre 2011   | Un suspect idéal                                           | |
| 9                        | 31 octobre 2011   | Rendez-vous avec la mort                                   | San Diego 23 décembre 1998 David Allen Stevens 38 ans 2 balles tête incinéré par Ronald Barker et Ny Nourn                                                                            |
| 10                       | 2 janvier 2012    | Mauvaise réputation : L'affaire André Kass                 | rediffusion de l'épisode 12 de la saison 1 du 21 janvier 2009 |
| 10                       | 2 janvier 2012    | Le meurtre de la riche héritière                           | rediffusion de l'épisode 15 de la saison 3 du 12 janvier 2011 |
| 11                       | 9 janvier 2012    | Triple meurtre en famille : L'affaire Jacomet              | |
| 11                       | 9 janvier 2012    | Jalousie familiale                                         | rediffusion de l'épisode 17 de la saison 3 du 24 janvier 2011 |
| 12                       | 16 janvier 2012   | Massacre en sous-sol : L'affaire Didier Delporte           | 2 mars 1998 accusé meurtre sa femme Chantal |
| 12                       | 16 janvier 2012   | Crime parfait                                              | rediffusion de l'épisode 16 de la saison 3 du 17 janvier 2011 |
| 13                       | 25 janvier 2012   | Un coupable désigné : l'affaire Mauvillain                 | |
| 13                       | 25 janvier 2012   | Le meurtre de la rentière                                  | rediffusion de l'épisode 19 de la saison 3 du 9 février 2011 |
| 14                       | 1er février 2012  | Le tueur mythomane : l'affaire Sean Hodgson                | |
| 14                       | 1er février 2012  | Sabotage                                                   | rediffusion de l'épisode 25 de la saison 3 du 23 mars 2011 |
| 15                       | 8 février 2012    | Faux coupable : l'affaire Maillant                         | août 1991 Valérie Bechtel 19 ans Yann Bello |
| 15                       | 8 février 2012    | Le mystère du couple disparu                               | rediffusion de l'épisode 34 de la saison 3 du 27 juin 2011 |
| 16                       | 15 février 2012   | Obsession meurtrière : L'affaire Geneviève Montillet       | |
| 16                       | 15 février 2012   | Meurtre sur le grill                                       | rediffusion de l'épisode 33 de la saison 3 du 20 juin 2011 |
| 17                       | 12 mars 2012      | Meurtre sans cadavre : L'affaire Pichon                    | Senones Vosges 13 novembre 2007 61 ans tué par Olivier Benoît et Maud Tellier |
| 17                       | 12 mars 2012      | L'assassin habite au numéro 1                              | rediffusion de l'épisode 24 de la saison 3 du 16 mars 2011 |
| 18                       | 19 mars 2012      | Froideur machiavélique ? L'affaire Simone Cambou           | Montayral (Lot-et-Garonne) 22 janvier 2003 Guy Chavernac 40 ans magasinier est abattu et incinéré par sa maîtresse Simone Cambou infirmière aidée par son fils.                       |
| 18                       | 19 mars 2012      | Qui a tué le mari ? L'affaire Alessandri                   | rediffusion de l'épisode 18 de la saison 1 du 25 mars 2009 |
| 19                       | 25 avril 2012     | Mortel Libertinage                                         | la Grande Motte 22 avril 2007 Paul Mistler 60 ans ex banquier est poignardé par Franz Diguelman 40 ans serveur.                                                                       |
| 19                       | 25 avril 2012     | Bain de sang                                               | Modesto Californie 25 mars 1988 Deborah Ann « Debi » Whitlock violée gorge tranchée                                                                                                   |
| 20                       | 16 mai 2012       | La mort dans les yeux                                      | |
| 20                       | 16 mai 2012       | L'assassin n'est pas toujours celui qu'on croit (en)       | rediffusion de l'épisode 3 de la saison 3 du 6 octobre 2010 |
| 21                       | 23 mai 2012       | Le boucher                                                 | Nice 31 octobre 1998 Philippe Rosso Luc Onfray Michel Renard Alexandra 19 ans |
| 21                       | 23 mai 2012       | Immortel                                                   | rediffusion de l'épisode 18 de la saison 2 du 31 mars 2010 |
| 22                       | 30 mai 2012       | Affaire Bary : l´heure du crime                            | |
| 22                       | 30 mai 2012       | Massacre en chambre froide                                 | banlieue Chicago 8 janvier 1993 Jade Solis 7 cadavres |
| 23                       | 6 juin 2012       | L'empreinte du tueur                                       | Chazay-d'Azergues (Rhône) 11 octobre 2005 Marine Boisseranc 20 ans étudiante en comptabilité est poignardée de 12 coups de couteau dans le salon chez ses parents.                    |
| 23                       | 6 juin 2012       | Meurtre au fast food                                       | Germantown Tennessee 5 novembre 1997 Delma Ramsey |
| 24                       | 13 juin 2012      | L'énigme du double meurtre de Béziers                      | Béziers 6 octobre 2005 Rachid Mansouri 25 ans Marjolaine Lalande 21 ans Saphir Mohamed Chaïb 17 ans                                                                                   |
| 24                       | 13 juin 2012      | Meurtre à Hollywood                                        | Los Angeles 9 mai 1997 Jean-Paul Mann Roland Kuster photographes |
| 25                       | 20 juin 2012      | La maison de l´horreur : l´affaire Dupont de Ligonnès      | |
| 25                       | 20 juin 2012      | Petits meurtres entre amis, L´affaire Amanda Knox          | rediffusion de l'épisode 6 de la saison 4 du 10 octobre 2011 |
| 26                       | 27 juin 2012      | Le Corbeau                                                 | Farbus (Pas-de-Calais) novembre 2007 Laurence Maille 36 ans employée de la sécurité sociale de Lens est étranglée et enterrée dans le bois de Vimy par son compagnon John Szablewski. |
| 26                       | 27 juin 2012      | Complot en famille (en)                                    | rediffusion de l'épisode 7 de la saison 4 du 17 octobre 2011 |
| 27                       | 4 juillet 2012    | L'énigme du double meurtre au stand de tir                 | base militaire Brest 13 octobre 1996 François Picard lieutenant-colonel marine 53 ans Pol Creton 32 ans                                                                               |
| 27                       | 4 juillet 2012    | Le tueur pyromane                                          | Comté d´Hernando Floride 17 août 1993 Sophia Garrity 4 incendies Lydia Ridell par Edwin Bernard 'Mike' Kaprat                                                                         |
| 28                       | 11 juillet 2012   | Rumeurs assassines : L´affaire Loïc Sécher                 | collège d´Ingrandes sur Loire (Maine-et-Loire) 25 novembre 2000 Emilie élève de troisième                                                                                             |
| 28                       | 11 juillet 2012   | Faux témoignage (en)                                       | rediffusion de l'épisode 29 de la saison 3 du 25 mai 2011 |

### Cinquième saison (diffusion: de septembre 2012 à juin 2013)
| Saison 2012/2013 Épisode | Date              | Titres de l'épisode                                   | Détails et informations supplémentaires |
| ------------------------ | ----------------- | ----------------------------------------------------- | --- |
| 1                        | 5 septembre 2012  | Une famille au service d'un tueur                     | Rosenau (Haut-Rhin) 29 juillet 2008 grand canal d´Alsace Sylvie Mutschler 32 ans est battue à mort par Gérard Ehret, Edmond Welcker et Bernard Boulanger |
| 1                        | 5 septembre 2012  | L'embarrassant carnet intime                          | Austin (Texas) 13 octobre 1985 Johnny Goudie sa mère Natalie Antonetti tuée par son ex-compagnon Dennis Davis |
| 2                        | 12 septembre 2012 | Piège mortel                                          | Fréjus (Var) 30 septembre 2003 Rita Hug suisse-allemande 51 ans |
| 2                        | 12 septembre 2012 | Raccourci pour un meurtre                             | rediffusion de l'épisode 12 de la saison 3 du 8 décembre 2010 |
| 3                        | 19 septembre 2012 | Rancune meurtrière                                    | Carpentras (Vaucluse) 11 décembre 2003 parking du centre commercial du Terradou Guy Pourriel retraité 71 ans est abattu par Éric Zago |
| 3                        | 19 septembre 2012 | Instincts criminels                                   | rediffusion de l'épisode 8 de la saison 4 du 24 octobre 2011 |
| 4                        | 26 septembre 2012 | Au-dessus de tout soupçon                             | |
| 4                        | 26 septembre 2012 | Fatale coïncidence                                    | Aiken (Californie) 4 août 2000 Jessica Carpenter 17 ans est violée étranglée égorgée par Renaldo Riveira |
| 5                        | 9 janvier 2013    | Affaire Missenard : meurtre à la clinique             | Luxembourg 26 juillet 1999 clinique d'Eich Beatriz Vidaror 46 ans fonctionnaire à la cour de justice de l'union européenne est empoisonnée au cyanure par son mari Charles Missenard docteur en biologie |
| 5                        | 9 janvier 2013    | Rancœur familiale                                     | 29 février 2008 Terry et Penny Caffey |
| 6                        | 16 janvier 2013   | Affaire Tellier : une flèche en plein cœur            | Huy (Belgique) 1988 Vinciane Tellier 15 ans Rémy Lecrenier 20 ans |
| 6                        | 16 janvier 2013   | L'amour à mort                                        | La Nouvelle-Orléans (Louisiane) août 2005 Addie Hall artiste barmaid Zack Bowen ancien militaire 27 ans |
| 7                        | 23 janvier 2013   | Affaire Pomonti : trahi par une cigarette             | Celle-Saint-Cloud (Yvelines) 16 avril 1996 Willy Pomonti architecte retraité torturé Michel Ambras |
| 7                        | 23 janvier 2013   | Malversations Fatales (en)                            | Ypsilanti (Michigan) décembre 2001 Zackery Longo 4 ans Mary-Jane Christian entrepreneur rivière Oregon |
| 8                        | 30 janvier 2013   | Pulsion meurtrière : affaire Clélia Médina            | Lambersart (Nord) 17 février 2008 Clélia Médina 18 ans est battue étranglée à moitié immergée dans la Deûle par son compagnon Julien Sailly |
| 8                        | 30 janvier 2013   | Troublantes coïncidences (en)                         | Géorgie 3 mars 1995 Glenn Turner policier Lynn Randy Thompson pompier |
| 9                        | 6 février 2013    | Sans mobile apparent : l'affaire Caroline Nolibé      | Clairac (Lot-et-Garonne) 31 juillet 1991 Caroline Nolibé 18 ans est poignardée par Philippe Guendouze |
| 9                        | 6 février 2013    | La place du mort                                      | |
| 10                       | 13 février 2013   | L'auberge rouge : l'affaire Hourdin                   | |
| 10                       | 13 février 2013   | Double jeu                                            | rediffusion de l'épisode 15 de la saison 2 du 10 mars 2010 |
| 11                       | 20 février 2013   | Le fugitif : l'affaire Cionini                        | 13 février 1996 Anne-Marie Allaix enseignante marseillaise est abattu dans sa voiture par son ex-mari Antoine Cionini ancien chauffeur de taxi |
| 11                       | 20 février 2013   | Les Affranchis                                        | Ohio octobre 2001 Andrew Dotson 20 ans fast-food |
| 12                       | 27 février 2013   | Illégitime défense : l'affaire Grégory Patriarche     | Saint-Jean-de-Losne (Bourgogne) 17 juin 2004 Grégory Patriarche 21 ans est abattu par Marcel Maret policier retraité sur son terrain |
| 12                       | 27 février 2013   | Dangereuse confession                                 | rediffusion de l'épisode 25 de la saison 3 du 23 mars 2011 |
| 13                       | 6 mars 2013       | Le tueur au visage grêlé                              | |
| 13                       | 6 mars 2013       | Un meurtrier sous l'uniforme                          | 13 avril 2006 Zachary 10 ans John Yelenic dentiste |
| 14                       | 20 mars 2013      | L'étrange témoin du crime                             | Lunel (Hérault) 22 décembre 1997 Abdelaziz « Azouz » Jhilal 22 ans revendeur de drogue est poignardé de 108 coups de couteau par Michel Boulma et Bouziane Hélaili |
| 14                       | 20 mars 2013      | Un tueur à la maison de retraite                      | Carlsbad Californie 1er septembre 2001 Gladys Conrad 84 ans ancienne psychiatre étranglée violée |
| 15                       | 3 avril 2013      | La femme, le mari et la maîtresse : l'affaire Perraut | Cabannes (Bouches-du-Rhône) 8 septembre 2000 Catherine Chabrière Luc Heurend 37 ans surveillant de prison Vicky Philippe Perraut |
| 15                       | 3 avril 2013      | Assassiner au Paradis                                 | Hawaï Noël 1991 Dana 23 ans battue, violée Mark Evan |
| 16                       | 22 mai 2013       | Meurtre de la banquière : Affaire Élodie Kulik        | |
| 16                       | 22 mai 2013       | La preuve à portée de main                            | Longmont (Colorado) 1er mai 1993 Jim Medow Tammy Tatum Renée Dulany 19 ans viol |
| 17                       | 29 mai 2013       | Un crime peut en cacher un autre : Affaire Tellier    | Albi (Tarn) 10 décembre 2009 François Garcia « Paco » la cinquantaine Marie Dolène Fabien Tellier chauffeur routier 49 ans |
| 17                       | 29 mai 2013       | Disparition inquiétante                               | |
| 18                       | 5 juin 2013       | L'énigme du meurtre de la postière                    | 13 juin 2002 Elisabeth 48 ans chef de service la poste Rodez Hadrien Matteo |
| 18                       | 5 juin 2013       | Meurtre en sous-sol                                   | New York 1er mars 1995 Tommy Antonakos Kimberly 20 ans Joshua |
| 19                       | 12 juin 2013      | Message prémonitoire : l'affaire Flavin               | Flavin (Aveyron) 14 février 2000 Manuela Moulinier 36 ans et sa fille Morgane 12 ans sont abattues chez elles par Jean-Marie Van Matt marchand de biens en Floride. Il emporte le fils Martin 1 mois l'abat dans la voiture qu'il a louée incinère son corps dans la forêt de son ancienne propriété le château Campagnac en Dordogne. Il rentre chez lui et se suicide. |
| 19                       | 12 juin 2013      | Meurtre sous le soleil de Californie                  | San Marcos Californie 30 juillet 1995 Shannon Conway 18 ans violée étranglée Jim Vandar Keith Martin 39 ans |
| 20                       | 19 juin 2013      | « Piège par Internet » : l'Affaire Élodie Morel       | |
| 20                       | 19 juin 2013      | Meurtre par alliance                                  | Nebraska Pâques 2006 Sharmon et Wayne Stock |
| 21                       | 26 juin 2013      | Sexe, crime et perversité : l'affaire Sarrasin        | |
| 21                       | 26 juin 2013      | Miami Vice                                            | Coconut Grove Miami 18 septembre 2003 José Calvo riche homme d'affaires Denise |

### Sixième saison (diffusion: de novembre 2013 à juin 2014)
| Saison 2013/2014 Épisode | Date             | Titres de l'épisode                                                    | Réalisateur     | Détails et informations supplémentaires |
| ------------------------ | ---------------- | ---------------------------------------------------------------------- | --------------- | --- |
| 1                        | 6 novembre 2013  | Affaire Leleu : « un mot de trop »                                     | Yoann Cambefort | Chartres 8 février 2010 Alain Leleu 63 ans riche producteur de spectacles disparu, Alexandra Nicolas, actrice pornographique aux multiples pseudonymes : Alexandra Colombe, Cindy, Mary-Eve et Nicole Raleight. Fait exceptionnel : il s'agit du seul épisode où le principal suspect, avant d'être condamné pour meurtre, est interviewé dans le documentaire par le réalisateur Yoann Cambefort. |
| 1                        | 6 novembre 2013  | Vengeances assassines                                                  |                 | Ivette Davila spécialiste en armes chimiques Teresa Perez Owen Jenkins Justyn Rosen riche homme d'affaires |
| 2                        | 13 novembre 2013 | Affaire Saint-Aubert : « les maçons de l'horreur »                     |                 | Genestas (Aude) 19 avril 2008 Jocelyne et Jean-Pierre Saint-Aubert retraités Olivier Modeste à Cruzy Fouad |
| 2                        | 13 novembre 2013 | Les amants du crime                                                    |                 | 1994 Denise Holsinger 29 ans serveuse Virginia Beach Amanda Logue New Port Richey Floride actrice porno Michael Clagett 32 ans Jason Andrews |
| 3                        | 20 novembre 2013 | Affaire Ghys : « ménage à trois mortel »                               |                 | |
| 3                        | 20 novembre 2013 | Sanglante machination                                                  |                 | Debra Hartmann hôtesse de charme 24 ans Amy Preasmyer 16 ans Werner Hartmann riche homme d'affaires Ricky Cowles 21 ans électricien |
| 4                        | 27 novembre 2013 | L'affaire Tony Meilhon : une jeune fille prise au piège                |                 | |
| 4                        | 27 novembre 2013 | Flirt sanglant                                                         |                 | Thornton Colorado 4 septembre 1980 Deanna Grimes 16 ans Nanine 15 ans |
| 5                        | 4 décembre 2013  | Affaire Simone Lomoro : la vengeance d'une mère de famille             |                 | 15 décembre 2006 Raphaël Lomoro 47 ans est abattu et incinéré par son épouse Simone et sa fille Sandie. |
| 5                        | 4 décembre 2013  | Un meurtrier dans la famille                                           |                 | Buffalo New York 1974 Barbara Loyd 27 ans violée poignardée Shorty Llyod Rusty Chatt |
| 6                        | 15 janvier 2014  | Meurtre chez les Miss : l'affaire Benitez                              |                 | |
| 6                        | 15 janvier 2014  | Sexe, crime et perversité : l'affaire Sarrasin                         |                 | rediffusion de l'épisode 21 de la saison 5 du 26 juin 2013 |
| 7                        | 22 janvier 2014  | Les amants, le mari et le légionnaire : l'affaire Cavanna              |                 | Épagny près d'Annecy 5 avril 1997 Alfred 'Freddy' Cavanna 60 ans patron boîte de nuit « Chez Amédée » Monique Yozef slovène 30 ans ancien légionnaire et mannequin |
| 7                        | 22 janvier 2014  | Le quatuor diabolique : l'affaire Joël Desprez                         |                 | rediffusion de l'épisode 7 de la saison 4 du 17 octobre 2011 |
| 8                        | 29 janvier 2014  | Les maris disparus de Fatima : l'affaire Bendeçon                      |                 | Roger Bendeçon 54 ans bijoutier au Louvre des Antiquaires galeries d'art de Paris Michel Cronier chanteur Fatima 40 ans |
| 8                        | 29 janvier 2014  | Une flèche en plein cœur : l'affaire Tellier                           |                 | rediffusion de l'épisode 6 de la saison 5 du 16 janvier 2013 |
| 9                        | 5 février 2014   | Le mari, l'ex-femme et la mère de famille : l'affaire Colette Deromme  |                 | |
| 9                        | 5 février 2014   | L'énigme du meurtre de la postière de Rodez                            |                 | rediffusion de l'épisode 18 de la saison 5 du 5 juin 2013 |
| 10                       | 26 février 2014  | Quand le meurtrier s'inspire de Columbo                                |                 | Sarcelles 14 juillet 1995 Jean-Bernard Wiktorska imprimeur 42 ans est empoisonné au Rohypnol par son épouse Nadège Gallet ancienne standardiste avec la complicité de son amant Jean-Stéphane Saizelet. |
| 10                       | 26 février 2014  | Piège par Internet : l'affaire Élodie Morel                            |                 | rediffusion de l'épisode 20 de la saison 5 du 19 juin 2013 |
| 11                       | 19 mars 2014     | Affaire Rousselet : mais qui a tué le psychologue ?                    |                 | Béziers (Hérault) 17 août 2001 Alain Michelet psychologue 50 ans Natalia 30 ans Francis Rousselet 40 ans |
| 11                       | 19 mars 2014     | Affaire Bary : L'heure du crime                                        |                 | rediffusion de l'épisode 22 de la saison 4 du 30 mai 2012 |
| 12                       | 2 avril 2014     | Affaire Lemaire : quand la perversion brise une famille                |                 | Choisy-au-Bac (Oise) 10 novembre 2008 Jean-Luc Lemaire 47 ans employé de l'hippodrome de Compiègne est assassiné par Frédéric Ricaux et Alain Lanternier 2 des amants d'Isabelle son épouse commanditrice. |
| 12                       | 2 avril 2014     | Une affaire un peu trop vite réglée                                    |                 | Ada Oklahoma 1982 Debbie Carter serveuse 21 ans violée battue étranglée Duke Graham Jim Smith Ron Williamson Dennis Fritz |
| 13                       | 9 avril 2014     | Affaire Anne Caudal : unis pour le meilleur et pour le pire            |                 | 10 juillet 2011 Anne Caudal 28 ans fleuriste enceinte de 3 mois disparue compagnon Christophe Piedoux marié 2 enfants |
| 13                       | 9 avril 2014     | Message prémonitoire : l'affaire Flavin                                |                 | rediffusion de l'épisode 19 de la saison 5 du 12 juin 2013 |
| 14                       | 16 avril 2014    | Procès de Maurice Agnelet : l'incroyable règlement de comptes familial |                 | |
| 14                       | 16 avril 2014    | Sexe, crime et perversité : l'affaire Sarrasin                         |                 | rediffusion de l'épisode 6 de la saison 6 du 15 janvier 2014 |
| 15                       | 23 avril 2014    | Affaire Barbot : la mort est dans le pré                               |                 | |
| 15                       | 23 avril 2014    | Seul le corbeau détient la vérité : l'affaire Laurence Maille          |                 | rediffusion de l'épisode 26 de la saison 4 du 27 juin 2012 |
| 16                       | 21 mai 2014      | Affaire Subercaze : parenté criminelle                                 |                 | Labenne (Landes) côte Atlantique 23 mars 1998 |
| 16                       | 21 mai 2014      | Vengeance, secrets de famille et trahison                              |                 | Lynnwood (état de Washington) 1979 Susan Schwarz 24 ans |
| 17                       | 4 juin 2014      | L'assassin est-il dans la famille ? L'affaire Annie Toinon             |                 | Saint-Galmier près de Saint Étienne 15 juillet 2010 Annie Toinon 56 ans |
| 17                       | 4 juin 2014      | Y'a que la vérité qui tue                                              |                 | |
| 18                       | 11 juin 2014     | Affaire Cindy Senocq : la femme qui cachait bien son jeu               |                 | 28 mai 2009 étang à Woippy Serge Mart 44 ans remarié Cindy Senocq 25 ans (rediffusion de l'épisode 18 de la saison 6 du 11 juin 2014) |
| 18                       | 11 juin 2014     | Affaire Bendeçon : l'intrigante belle-mère                             |                 | rediffusion de l'épisode 8 de la saison 6 du 29 janvier 2014 |
| 19                       | 18 juin 2014     | Un tueur rôde en bas de l'immeuble : l'affaire Courtois                |                 | |
| 19                       | 18 juin 2014     | Affaire Leleu : « Un mot de trop »                                     |                 | rediffusion de l'épisode 1 de la saison 6 du 6 novembre 2013 |

### Septième saison (diffusion: d'octobre 2014 à juillet 2015)
| Saison 2014/2015 Épisode | Date             | Titres de l'épisode                                                      | Détails et informations supplémentaires |
| ------------------------ | ---------------- | ------------------------------------------------------------------------ | --- |
| 1                        | 15 octobre 2014  | L'affaire Leulmi : séducteur ou prédateur ?                              | Jamel Leulmi 34 ans « le barbe bleue de l'Essonne » 2007 assassinat Kathlyn sa première femme accident de vélo, 2009 tentative d'assassinat Julie Derouette jeune mère célibataire accident de la route, vol escroquerie à l'assurance                                                |
| 1                        | 15 octobre 2014  | Un tueur à l'affût (en)                                                  | Philadelphie Pennsylvanie mai 1998 Shannon Schieber jolie étudiante 23 ans est morte violée étranglée tueur en série |
| 2                        | 22 octobre 2014  | L'affaire Varion : qui a empoisonné le mari ?                            | 10 mars 2009 Dompierre sur Besbre, Allier voiture abandonnée devant la gare dans le coffre sacs poubelles restes humains Didier Lacote 52 ans empoisonné à l'atropine découpé à la scie circulaire, sa femme Odile 46 ans pas signalé disparition                                     |
| 2                        | 22 octobre 2014  | Meurtre chez les Miss : l'affaire Benitez                                | rediffusion de l'épisode 6 de la saison 6 du 15 janvier 2014 |
| 3                        | 5 novembre 2014  | L'affaire Aubry : un malheur n'arrive jamais seul                        | |
| 3                        | 5 novembre 2014  | Affaire Anne Caudal : unis pour le meilleur et pour le pire              | rediffusion de l'épisode 13 de la saison 6 du 9 avril 2014 |
| 4                        | 12 novembre 2014 | Affaire Athanase : L'infirmière qui collectionnait les amants            | 18 mai 2004 banlieue Nouméa Nouvelle-Calédonie Nadia Athanase infirmière 33 ans morte coffre voiture collectionnait amants Manuel Vilabril-Ferreira 52 ans deux hommes métis cagoulés gantés                                                                                          |
| 4                        | 12 novembre 2014 | Cauchemar au fast-food (en)                                              | 16 février au 23 avril 1997 Nashville Tennessee tueur en série s'attaquant aux fast-food exécutant les employés |
| 5                        | 26 novembre 2014 | Affaire Aurélie Fouché : meurtre à la ferme                              | 18 juin 2011 Cagnes-sur-Mer (Alpes-Maritimes) Aurélie Fouché 21 ans serveuse au bar JAM'S égorgée fosse à déchets avec chaux exploitation agricole Villeneuve-Loubet ex-compagnon Éric Corniglion maraicher 24 ans jaloux et brutal                                                   |
| 5                        | 26 novembre 2014 | La réussite peut-elle pousser au crime ?                                 | 2 novembre 1989 Woodbury banlieue Minneapolis David Koefod compagne Sharon Bloom informaticienne 3M 37 ans violée tuée collègue Stephan J. Zanter |
| 6                        | 17 décembre 2014 | Affaire Michèle Laforge : la femme de ménage a volé, mais a-t-elle tué ? | Paris 13 décembre 2011 Michèle Laforge 64 ans gérante boutique accessoires pour animaux demi dénudée morte baignoire sèche-cheveux son mari Hervé mise en scène noyée traces de sang chandelier entrée appartement couloir salle de bain a été trainée bijoux disparu femme de ménage |
| 6                        | 17 décembre 2014 | Les jumeaux diaboliques                                                  | Clearwater Floride 2 janvier 1990 Laurie Colaninno 23 ans serveuse dénudée 16 coups couteau violée collectionnait amants 2 frères jumeaux un voisin Brian Calzacorto |
| 7                        | 14 janvier 2015  | Affaire Patricia Wilson : le jardinier a-t-il tué sa patronne ?          | la Lande Basse à Vabres-Tiziac Aveyron 17 juillet 2012 retraitée anglaise 56 ans assassinée ancien imprimeur 48 ans jardinier |
| 7                        | 14 janvier 2015  | Déguisé pour tuer                                                        | Kacy Ray américaine 30 ans violée égorgée frappée tête un homme déguisé en femme rôde dans quartier |
| 8                        | 21 janvier 2015  | L'affaire Floury : la victime n'a rien vu venir                          | 24 septembre 2011 La Gacilly Morbihan Lionel Floury 43 ans Muriel 38 ans 7 enfants route pneu crevé coup barre fer tête 7 coups couteau hôpital 1 an plus tôt véhicule professionnel Lionel saboté 2 reprises janvier 2012 interné hôpital psychiatrique psychotropes empoisonné      |
| 8                        | 21 janvier 2015  | Sans mobile apparent : l'affaire Caroline Nolibé                         | rediffusion de l'épisode 9 de la saison 5 du 6 février 2013 |
| 9                        | 4 février 2015   | L'affaire Légeret : huis clos familial                                   | belle villa bord Lac Léman Suisse Ruth Légeret et amie Marina Studer assassinées pied escalier sous-sol maison fermée à clefs fils de la riche propriétaire |
| 9                        | 4 février 2015   | Meurtre de la banquière : Affaire Élodie Kulik                           | rediffusion de l'épisode 16 de la saison 5 du 22 mai 2013 |
| 10                       | 11 février 2015  | L'affaire Bastouill : un gendre qui attise bien des soupçons             | Rivesaltes 15 août 2008 Anne-Marie Bastouill meurt mystérieusement mariée médecin Jean-Charles Messmer. 20 juillet 2010 Jean-Charles Messmer assassiné par Jean Bastouill convaincu qu'il a tué sa fille.                                                                             |
| 10                       | 11 février 2015  | L'affaire Leulmi : séducteur ou prédateur ?                              | rediffusion de l'épisode 1 de la saison 7 du 15 octobre 2014 |
| 11                       | 11 mars 2015     | Affaire Gisèle Loquet : remariage fatal ?                                | Calvados grande ferme à Colombages 18 novembre 1998 Gisèle Loquet 67 ans calcinée assassinée par ses deux belles-filles. Guislaine frappé coups de bûche car cette marâtre la maltraitait depuis son enfance                                                                          |
| 11                       | 11 mars 2015     | Affaire Ghys : « Ménage à trois mortel »                                 | rediffusion de l'épisode 3 de la saison 6 du 20 novembre 2013 |
| 12                       | 3 juin 2015      | L'affaire Marc Dutroux : 20 ans après                                    | |
| 13                       | 10 juin 2015     | Affaire Monique Lejeune : un trop lourd secret de famille                | |
| 13                       | 10 juin 2015     | Affaire Barbot : la mort est dans le pré                                 | rediffusion de l'épisode 15 de la saison 6 du 23 avril 2014 |
| 14                       | 24 juin 2015     | Affaire Cyrille Boutin : le loup dans la bergerie                        | Cavignac 30 octobre 2011 Cyrille Boutin agent d'entretien 39 ans forêt 5 coups de fusil à bout portant père de la compagne fils Hervé Jean-Marc Arbouin pompier volontaire amant sa femme Nathalie a récemment passé son permis de chasse                                             |
| 14                       | 24 juin 2015     | Affaire Patricia Wilson : le jardinier a-t-il tué sa patronne ?          | rediffusion de l'épisode 7 de la saison 7 du 14 janvier 2015 |
| 15                       | 1er juillet 2015 | Affaire Combier : la fiancée n'a pas dit son dernier mot !               | Impéria (Italie) février 2011 sur un chemin isolé près d'une décharge Samira Ben Saad est blessée d'une balle dans la nuque par son amant Maël Combier chef de chantier. |
| 15                       | 1er juillet 2015 | Affaire Bastouill : un gendre qui attise bien des soupçons               | rediffusion de l'épisode 10 de la saison 7 du 11 février 2015 |

### Huitième saison (diffusion: d'août 2015 à juin 2016)
| Saison 2015/2016 Épisode | Date              | Titres de l'épisode                                                      | Détails et informations supplémentaires |
| ------------------------ | ----------------- | ------------------------------------------------------------------------ | --- |
| 1                        | 26 août 2015      | Affaire Coutama : jalousie criminelle                                    | Castelsarrasin (Tarn-et-Garonne) 1er octobre 2007 Évelyne Furlan 52 ans est étranglée sur son lit avec un cordon électrique de son radio réveil par Robert Coutama.                                                                                                   |
| 1                        | 26 août 2015      | Affaire Michèle Laforge : la femme de ménage a volé, mais a-t-elle tué ? | rediffusion de l'épisode 6 de la saison 7 du 17 décembre 2014 |
| 2                        | 2 septembre 2015  | L'affaire Yvette Julien : héritage mortel ?                              | Douai-la-Fontaine (Maine-et-Loire) Yvette Julien 90 ans inconsciente chez elle rouée de coups |
| 2                        | 2 septembre 2015  | L'affaire Tony Meilhon : une jeune fille prise au piège                  | rediffusion de l'épisode 4 de la saison 6 du 27 novembre 2013 |
| 3                        | 9 septembre 2015  | Affaire Lejard : fortune fatale                                          | |
| 3                        | 9 septembre 2015  | Affaire Rousselet : mais qui a tué le psychologue ?                      | rediffusion de l'épisode 11 de la saison 6 du 19 mars 2014 |
| 4                        | 16 septembre 2015 | Affaire Bettina Beau : la secrétaire a-t-elle tué son patron ?           | bois du massif du Pilat 27 février 2012 Philippe Gletty 48 ans riche PDG PME menuiserie aluminium criblé balles 2 dans tête tué par une maîtresse Bettina Beau sa secrétaire de direction                                                                             |
| 4                        | 16 septembre 2015 | Affaire Missenard : meurtre à la clinique                                | rediffusion de l'épisode 5 de la saison 5 du 9 janvier 2013 |
| 5                        | 30 septembre 2015 | L'improbable suicide d'un jeune Français en Californie                   | San Francisco 2 juin 2007 Hugues de la Plaza 36 ans ingénieur du son poignardé chez lui |
| 5                        | 30 septembre 2015 | Affaire Monique Lejeune : un trop lourd secret de famille                | rediffusion de l'épisode 13 de la saison 7 du 10 juin 2015 |
| 6                        | 6 janvier 2016    | L'hôtel des 10 suspects : affaire Nathalie Villermet                     | Forêt de Saint-Nom-la-Bretèche (Yvelines) nuit du 14 au 15 octobre 2010 Nathalie Villermet 46 ans gérante de l'hôtel « Clos des roses » les mains liées dans dos est battue à mort à coups de gourdin par Patrice Chevalier.                                          |
| 6                        | 6 janvier 2016    | Affaire Combier : la fiancée n'a pas dit son dernier mot !               | rediffusion de l'épisode 15 de la saison 7 du 1er juillet 2015 |
| 7                        | 13 janvier 2016   | Spéciale Face au juge                                                    | Violences conjugales excès de vitesse conduite état d'ivresse vols consommation stupéfiants justice au quotidien délits mineurs tribunal de police tribunal correctionnel infractions délits graves comparution immédiate Belgique mauvaise foi inconscience repentir |
| 8                        | 20 janvier 2016   | Affaire Sylvain Schrutt : le lourd poids du mensonge                     | |
| 8                        | 20 janvier 2016   | Affaire Bastouill : un gendre qui attise bien des soupçons               | rediffusion de l'épisode 10 de la saison 7 du 11 février 2015 |
| 9                        | 3 février 2016    | Le journal intime révèle ses secrets : affaire Olivier Touche            | Roost-Warendin (Nord) 25 mai 2007 Odile Touche 36 ans agent de sécurité est violée, battue et étranglée dans son lit par son ex-mari Olivier. |
| 9                        | 3 février 2016    | Affaire Lejard : fortune fatale                                          | rediffusion de l'épisode 3 de la saison 8 du 9 septembre 2015 |
| 10                       | 25 mai 2016       | Affaire Moritz : cinq suspects pour un meurtre                           | Louvroil (Nord) 1er juin 2011 magasin de cotillons et feux d'artifice incendié Jean Moritz 8 enfants quinquagénaire plusieurs coups de couteau étranglé poignardé avec tournevis brûlé                                                                                |
| 10                       | 25 mai 2016       | Affaire Lemaire : quand la perversion brise une famille                  | rediffusion de l'épisode 12 de la saison 6 du 2 avril 2014 |
| 11                       | 1er juin 2016     | Affaire Michèle Even : un suspect peut en cacher un autre                | Bénestroff (Moselle) 9 mars 1991 Michèle Even 25 ans en pyjama chez elle est égorgée le crâne défoncé coups de bûche et 51 coups de couteau dans dos. |
| 11                       | 1er juin 2016     | Affaire Cindy Senocq : la femme qui cachait bien son jeu                 | rediffusion de l'épisode 18 de la saison 6 du 11 juin 2014 |
| 12                       | 8 juin 2016       | Affaire Marc Féral : pour le meilleur et pour le pire                    | Espalion (Aveyron) 18 août 2010 Jean-Paul Chardenoux 49 ans garagiste est abattu par Marc Féral ancien patron de boîte de nuit. |
| 12                       | 8 juin 2016       | Affaire Tellier : une flèche en plein cœur                               | rediffusion de l'épisode 6 de la saison 5 du 16 janvier 2013 |
| 13                       | Date ?            | Titre ?                                                                  | |
| 13                       | Date ?            | Titre ?                                                                  | |

### Neuvième saison (diffusion: de août 2016 à juin 2017)
| Saison 2016/2017 Épisode | Date              | Titres de l'épisode                                             | Détails et informations supplémentaires |
| ------------------------ | ----------------- | --------------------------------------------------------------- | --- |
| 1                        | 7 septembre 2016  | Affaire Bruyas : la maison assassinée                           | |
| 1                        | 7 septembre 2016  | L'assassin est-il dans la famille ? : affaire Annie Toinon      | rediffusion de l'épisode 17 de la saison 6 du 4 juin 2014 |
| 2                        | 14 septembre 2016 | Affaire Harmonie Marin, le tueur trahi par un SMS               | Fécamp (Seine Maritime) 19 juin 2013 Harmonie Marin 25 ans infirmière est étranglée chez elle dans le grenier avec un fil électrique par son compagnon Bruno Laffilay. |
| 2                        | 14 septembre 2016 | Affaire Leulmi : séducteur ou prédateur ?                       | rediffusion de l'épisode 1 de la saison 7 du 15 octobre 2014 |
| 3                        | 21 septembre 2016 | Affaire Dromard : qui a tué la coiffeuse ?                      | Le jeudi 15 juillet 2010, à Saint-Martin-d'Ablois, dans la Marne, Sylvain Dromard, un artisan de 52 ans, rentre chez lui, et découvre le corps de son épouse Laurence, inconsciente, dans la cuisine. Son crâne porte les marques de coups répétés. Dès leur arrivée, les secours tentent de réanimer la victime, mais rien n'y fait. |
| 3                        | 21 septembre 2016 | Affaire Légeret : huis clos familial                            | rediffusion de l'épisode 9 de la saison 7 du 4 février 2015 |
| 4                        | 5 octobre 2016    | Affaire Lagrave : un secret trop lourd à porter                 | Eysus (Pyrénées-Atlantiques) nuit du 11 au 12 novembre 2001 Marguerite « Margot » Lagrave 78 ans est égorgée dans son salon par Daniel Trey avec la complicité de son ex-femme Karine Barboure. |
| 4                        | 5 octobre 2016    | Affaire Aubry : un malheur n'arrive jamais seul                 | rediffusion de l'épisode 3 de la saison 7 du 5 novembre 2014 |
| 5                        | 12 octobre 2016   | Affaire Baca, un cadavre dans le grenier                        | Toulouse (Haute-Garonne) 6 août 2014 Laurent Baca 37 ans est tué par sa compagne Édith Scaravetti. |
| 5                        | 12 octobre 2016   | Affaire Moritz, qui a tué l'artificier ?                        | rediffusion de l'épisode 10 de la saison 8 du 25 mai 2016 |
| 6                        | 9 novembre 2016   | Affaire Darcy : et si la victime était le meurtrier ?           | Saint-Lambert-des-Bois (Yvelines) février 2012 Sylvie Darcy 48 ans informaticienne est abattue par son mari François et incinérée dans sa voiture. |
| 6                        | 9 novembre 2016   | Meurtre de la banquière : affaire Élodie Kulik                  | rediffusion de l'épisode 16 de la saison 5 du 22 mai 2013 |
| 7                        | 16 novembre 2016  | Affaire Maillery : le corbeau est-il le meurtrier ?             | |
| 7                        | 16 novembre 2016  | Affaire Montillet : une famille au service du crime             | rediffusion de l'épisode 16 de la saison 4 du 15 février 2012 |
| 8                        | 4 janvier 2017    | Affaire Travaglini : deux femmes pour un homme                  | Aubignan (Vaucluse) 11 octobre 2013 Éloïse Bagnolini 30 ans est ligotée et étranglée chez elle par Jessy Travaglini maitresse et collègue de son compagnon Alain Castel. |
| 8                        | 4 janvier 2017    | Affaire Aurélie Fouché : meurtre à la ferme                     | rediffusion de l'épisode 5 de la saison 7 du 26 novembre 2014 |
| 9                        | 11 janvier 2017   | Affaire Fauviaux : insomnies coupables                          | Lille 24 mai 1995 52 rue Faidherbe 5e étage Stéphanie Fauviaux 18 ans étudiante en 1re année de DEUG mathématiques et sciences sociales vêtue d'un peignoir ouvert dans la baignoire de l'appartement qu'elle partage avec une amie Karine Dupont, est étranglée par Lylian Legrand futur beau-frère de Karine.                       |
| 9                        | 11 janvier 2017   | Affaire Bruyas : la maison assassinée                           | rediffusion de l'épisode 1 de la saison 9 du 7 septembre 2016 |
| 10                       | 18 janvier 2017   | Affaire Robert Dolby : l'habit ne fait pas le moine             | Monaco 26 février 2012 Robert Dolby cuisinier retraité anglais tente de violer et d'étrangler sa colocataire Céline handicapée chez eux. |
| 10                       | 18 janvier 2017   | Affaire Ludovic Chabé : le pompier suspect idéal ?              | rediffusion de l'épisode 2 de la saison 9 du 14 septembre 2016 |
| 11                       | 25 janvier 2017   | Double meurtre en Picardie : la vengeance des deux ex femmes    | |
| 11                       | 25 janvier 2017   | Affaire Patricia Wilson : le jardinier a-t-il tué sa patronne ? | rediffusion de l'épisode 7 de la saison 7 du 14 janvier 2015 |
| 12                       | 1er fevrier 2017  | Affaire Weber : vengeance à coups de marteau                    | Vahl-Ebersing (Moselle) 4 décembre 2013 Carmelo Castronovo 27 ans est tué de 16 coups de marteau par Kevin Weber. |
| 12                       | 1er fevrier 2017  | Affaire Laurent Ségalat : un suspect idéal                      | rediffusion de l'épisode 9 de la saison 4 du 31 octobre 2011 |
| 13                       | 8 fevrier 2017    | Affaire Beaugendre, les mystérieuses lettres de madame G.       | |
| 13                       | 8 fevrier 2017    | Affaire Baca, un cadavre dans le grenier                        | |
| 14                       | 1er mars 2017     | Affaire Wesphaël : le mystère de la chambre 602                 | |
| 14                       | 1er mars 2017     | Affaire Marc Féral : pour le meilleur et pour le pire           | rediffusion de l'épisode 12 de la saison 8 du 8 juin 2016 |
| 15                       | 22 mars 2017      | Affaire Lionel Véronèse : crime dans la haute bourgeoisie       | Chambéry (Savoie) 29 avril 2012 Lionel Véronèse 39 ans agent de sécurité est abattu d'une balle dans la tête par Philippe Perrier riche viticulteur mari de sa maitresse. Carry-le-Rouet (Bouches-du-Rhône) il incinère le corps dans une bâche plastique dans la garrigue.                                                           |
| 15                       | 22 mars 2017      | Affaire Sylvain Schrutt : le lourd poids du mensonge            | rediffusion de l'épisode 8 de la saison 8 du 20 janvier 2016 |
| 16                       | 10 mai 2017       | Affaire Michel Proot : l'héritage à tout prix !                 | Saint-Thomas-de-Cognac (Gironde) 20 février 1994 Michel Proot 41 ans Belge restaurateur de tableaux est tué recroquevillé dans sa Mercedes carbonisée dans un fossé par sa femme Françoise. |
| 16                       | 10 mai 2017       | Affaire Cyrille Boutin : le loup dans la bergerie               | rediffusion de l'épisode 14 de la saison 7 du 24 juin 2015 |
| 17                       | 17 mai 2017       | Affaire Dental : SMS prémonitoires                              | Saint-André-de-Bâgé (Ain) nuit du 31 mars au 1er avril 2013 Edwige Perdrix 29 ans aide-soignante est étranglée par son compagnon Mickaël Dental agent de sécurité avec la complicité de Ludovic, frère de Mickaël. |
| 17                       | 17 mai 2017       | Affaire Travaglini : deux femmes pour un homme                  | |
| 18                       | 21 juin 2017      | Affaire Grégory : la vérité enfin ?                             | |

### Dixième saison (diffusion: de septembre 2017 à juin 2018)
| Saison 2017/2018 Épisode | Date              | Titres de l'épisode                                             | Détails et informations supplémentaires |
| ------------------------ | ----------------- | --------------------------------------------------------------- | --- |
| 1                        | 20 septembre 2017 | Affaire Yolande Moustrou : l'ensorceleuse de Narbonne           | 19 juin 2005 Aude Didier Berthomieu 46 ans maçon est abattu dans sa voiture par Yolande Moustrou rencontrée par agence matrimoniale, avec qui il devait se marier le samedi suivant. Elle maquille son crime en suicide. Fin 2005, un homme qui devait se marier avec elle est trouvé pendu à une vingtaine de kilomètres.     |
| 1                        | 20 septembre 2017 | Affaire Maillery : le corbeau est-il le meurtrier ?             | rediffusion de l'épisode 6 de la saison 9 du 16 novembre 2016 |
| 2                        | 27 septembre 2017 | Affaire Nicolas Charbonnier : l'étrangleur de Strasbourg        | Strasbourg (Bas-Rhin) nuit du 21 au 22 janvier 1986 quartier de la Robertsau Nicolas Charbonnier viole et étrangle avec une cordelette Marion Villain 10 ans. Elle survie. Quelques mois plus tard, il viole Patricia Riss 18 ans et étrangle et tue sa sœur Martine, 17 ans, étudiante en gestion.                            |
| 2                        | 27 septembre 2017 | Affaire Harmonie Marin : le tueur trahi par un SMS              | rediffusion de l'épisode 2 de la saison 9 du 21 septembre 2016 |
| 3                        | 4 octobre 2017    | Affaire Mathieu Buelens : un gendarme au-dessus de tout soupçon | Barbezieux (Charente) 26 juin 2012 meurtre Claude Tavernier, 83 ans, retraitée incendie par Mathieu Buelens ancien gendarme adjoint. |
| 3                        | 4 octobre 2017    | Affaire François Darcy : assassin ou miraculé ?                 | rediffusion de l'épisode 5 de la saison 9 du 6 décembre 2016 |
| 4                        | 11 octobre 2017   | Affaire Nancy Krings : la veuve était en rouge                  | Trois-Ponts (Belgique) 14 mars 2015 Bruno Lieber, 54 ans, est empoisonné par son épouse Nancy Krings. |
| 4                        | 11 octobre 2017   | Affaire Ghys : ménage à trois mortel                            | rediffusion de l'épisode 3 de la saison 6 du 20 novembre 2013 |
| 5                        | 1er novembre 2017 | Double meurtre en Picardie : la vengeance des deux ex femmes    | Caumont (Aisne) nuit du 14 au 15 mars 2013 Dominique Laplace, 49 ans, éducateur, est poignardé de plusieurs coups de couteau chez lui par son ex-femme Véronique. Laon, 16 mars, José Barreyre, tatoueur, 47 ans, est frappé et abattu devant chez lui par Mallory Kubel-Lescarmontier. 15 août 2014, il se suicide en prison. |
| 5                        | 1er novembre 2017 | Affaire Patricia Wilson : le jardinier a-t-il tué sa patronne ? | rediffusion de l'épisode 7 de la saison 7 du 14 janvier 2015 |
| 6                        | 8 novembre 2017   | Affaire Christelle Blétry : et si le voisin était l'assassin ?  | |
| 6                        | 8 novembre 2017   | Affaire Michèle Even : un suspect peut en cacher un autre       | rediffusion de l'épisode 11 de la saison 8 du 1er juin 2016 |
| 7                        | 15 novembre 2017  | Affaire Christiane Roger : deux femmes pour un héritage         | Le Perreux-sur-Marne (Val-de-Marne) 6 novembre 2012 Christiane Roger, 83 ans, est battue et étouffée sur son lit par sa petite-fille Chantal Chézeau et son mari Patrice. |
| 7                        | 15 novembre 2017  | Affaire Olivier Touche : le journal intime révèle ses secrets   | rediffusion de l'épisode 9 de la saison 8 du 3 février 2016 |
| 8                        | 22 novembre 2017  | Affaire Dupuis : jalousie mortelle                              | Bobigny (Seine-Saint-Denis) 27 novembre 2012 Dafina est battue et étranglée avec une cordelette et une ceinture dans son appartement. |
| 8                        | 22 novembre 2017  | Affaire Nathalie Villermet : l'hôtel des 10 suspects            | rediffusion de l'épisode 6 de la saison 8 du 6 janvier 2016 |
| 9                        | 29 novembre 2017  | Affaire Beaugendre : les mystérieuses lettres de Madame G.      | Val-d'Izé (Ille-et-Vilaine) 20 décembre 2012 Aurélie Barbot, 29 ans, est abattue à bout portant d'une balle dans le visage à la porte de sa cuisine par son ex-mari Sébastien Beaugendre. |
| 9                        | 29 novembre 2017  | Affaire Baca : un cadavre dans le grenier                       | Toulouse (Haute-Garonne) 6 août 2014 Laurent Baca, 37 ans, est tué par sa compagne Édith Scaravetti. |
| 10                       | 17 janvier 2018   | Affaire Delecluse : un coup en plein coeur                      | |
| 10                       | 17 janvier 2018   | Affaire Rousselet : Mais qui a tué le psychologue ?             | |
| 11                       | 24 janvier 2018   | Affaire Pico, l’homme qui en savait trop                        | |
| 11                       | 24 janvier 2018   | Affaire Barbot, la mort est dans le pré                         | |
| 12                       | 31 janvier 2018   | Affaire Maëlys : et si le suspect était un tueur en série ?,    | |
| 12                       | 31 janvier 2018   | Affaire Évelyne Boucher : au-dessus de tout soupçon             | rediffusion de l'épisode 30 de la saison 3 du 31 mai 2011 |
| 13                       | 14 février 2018   | Affaire Maëva Rousseau : amitié mortelle                        | Val-d'Oise dans la nuit du 7 au 8 avril 2012 Maëva Rousseau 23 ans est tuée à coups de batte de baseball par Alain Berruet. |
| 13                       | 14 février 2018   | Affaire Tony Meilhon : une jeune fille prise au piège           | rediffusion de l'épisode 4 de la saison 6 du 27 novembre 2013 |
| 14                       | 23 février 2018   | Speciale Affaire Maelys - La verite enfin ?                     | |
| 15                       | 14 mars 2018      | Affaire Gomis : vrais jumeaux faux coupables                    | |
| 15                       | 14 mars 2018      | Affaire Raphael Maillant : faux coupable ?                      | |
| 16                       | 21 mars 2018      | Affaire Patricia Dagorn : sexe, poison et argent                | Patricia Dagorn attire des hommes dans son lit, puis les empoisonne au Valium. « La veuve noire de la Côte d'Azur », « La diabolique de la Riviera ». |
| 16                       | 21 mars 2018      | Affaire Annie Toinon : l'assassin est-il dans la famille ?      | rediffusion de l'épisode 17 de la saison 6 du 4 juin 2014 |
| 17                       | 28 mars 2018      | Affaire Magali Delavaud : sortie de route mortelle              | Saint-Cierge-sous-le-Cheylard (Ardèche) 13 novembre 2014 Magali Delavaud, 26 ans, secrétaire médicale, est étouffée par son compagnon Jérôme Faye chauffeur-mécanicien. Elle est trouvée le 14 novembre sur le siège passager de sa voiture brulée contre un arbre en contrebas d'une route sinueuse.                          |
| 17                       | 28 mars 2018      | Affaire Cayez : l'assassin habite au numéro 1                   | rediffusion de l'épisode 24 de la saison 3 du 16 mars 2011 |
| 18                       | 11 avril 2018     | Affaire Philippe Bertrand : une veuve trop joyeuse ?            | Ambohibao (Madagascar) dans la nuit du 23 au 24 décembre 2014 Philippe « Bil » Bertrand, 52 ans, menuisier, est saoulé, étranglé avec une corde, achevé à coups de marteau et incinéré par des tueurs à gage commandités par son épouse Sonya.                                                                                 |
| 18                       | 11 avril 2018     | Le quatuor diabolique: Affaire Joel Deprez                      | |
| 18                       | 11 avril 2018     | Affaire Christelle Blétry                                       | rediffusion de l'épisode 5 de la saison 10 du 8 novembre 2017 |
| 19                       | 18 avril 2018     | Affaire Christiane Roger : deux femmes pour un héritage         | Le Perreux-sur-Marne (Val-de-Marne) 6 novembre 2012 Christiane Roger, 83 ans, est battue et étouffée sur son lit par sa petite-fille Chantal Chézeau et son mari Patrice. rediffusion de l'épisode 07 saison du 15 novembre 2017                                                                                               |
| 19                       | 18 avril 2018     | Affaire Olivier Touche : le journal intime révèle ses secrets   | rediffusion de l'épisode 9 de la saison 8 du 3 février 2016 |
| 20                       | 2 mai 2018        | Affaire José Evangelista : le mari trompé crie son innocence    | Haute-Savoie 8 juin 2014 Jean-Luc Thiébaut, 48 ans, charpentier, est abattu par José Manuel Marta Evangelista, mari de sa maitresse. Saint-Jean-de-Tholomé 30 juin, son corps est trouvé dans un trou. |
| 20                       | 2 mai 2018        | Affaire Els Van Doren : meurtre en plein ciel                   | rediffusion de l'épisode 3 de la saison 4 du 21 septembre 2011 |
| 21                       | 23 mai 2018       | Affaire Jonathann Daval : le mari aux deux visages              | |
| 21                       | 23 mai 2018       | Affaire Chaïb : l'énigme du double meurtre de Béziers           | ? |
| 22                       | 30 mai 2018       | Les disparues de Perpignan : le mystère enfin résolu            | |
| 22                       | 30 mai 2018       | Affaire Jean-Yves Morel : la face cachée du tueur               | |
| 23                       | 6 juin 2018       | Affaire Le Page : trop belle pour toi                           | Plougonvelin (Finistère) nuit du 23 au 24 juillet 2009 lieu-dit Treiz-Hir, Jean-Jacques Le Page, 68 ans, audioprothésiste retraité, est poignardé et abattu dans sa maison incendiée par Laëtitia « Lola » Monier, call-girl, alcoolique, toxicomane.                                                                          |
| 23                       | 6 juin 2018       | Affaire Pignal : le meurtre de la riche héritière               | rediffusion de l'épisode 15 de la saison 3 du 12 janvier 2011 |
| 24                       | 13 juin 2018      | Affaire Sellier : duo machiavélique                             | entre Vicdessos et Goulier (Ariège) 24 mars 2012 dans un sous-bois Kevin Sellier, 19 ans, trafiquant de cannabis, est poignardé et incinéré par Cindy P. serveuse dans une pizzeria et son ami Joan G. brillant étudiant en maths spé.                                                                                         |
| 24                       | 13 juin 2018      | Affaire Bondonny : témoin gênant                                | rediffusion de l'épisode 5 de la saison 3 du 20 octobre 2010 |
| 25                       | 20 juin 2018      | Affaire Louys : mensonges et suspicions                         | Cambia (Haute-Corse) 16 novembre 2014 Nicolas Louys est tué par sa compagne Colette Vanni. |
| 25                       | 20 juin 2018      | Affaire Le Scrill : l'énigme du champ de courses                | rediffusion de l'épisode 26 de la saison 3 du 28 mars 2011 |
| ?                        | Date ?            | Titre ?                                                         | |
| ?                        | Date ?            | Titre ?                                                         | |

### Onzième saison (diffusion: de septembre 2018 à juin 2019)
| Saison 2018/2019 Épisode | Date              | Titres de l'épisode                                                     | Détails et informations supplémentaires |
| ------------------------ | ----------------- | ----------------------------------------------------------------------- | --- |
| 1                        | 12 septembre 2018 | Affaire Sophie Lionnet : les dernières heures de la jeune fille au pair | |
| 1                        | 12 septembre 2018 | Les amants maudits                                                      | rediffusion de l'épisode 2 de la saison 4 du 14 septembre 2011 |
| 2                        | 26 septembre 2018 | Spéciale Affaire Daval : un pacte familial ?                            | Emission en direct, consacrée à l'affaire Daval |
| 3                        | 3 octobre 2018    | L'affaire Godest : sortie de route                                      | Val-d'Oise 9 novembre 2007 23h sur une route départementale non éclairée Johann Boucher 23 ans imprimeur conduit sa voiture. Sa compagne Émilie Godest 20 ans est à la place passager. Juste avant, il a acheté une bouteille d'alcool à brûler et une bouteille de White spirit. Il projette sa voiture contre un arbre sur le bas-côté. Johann est indemne, Émilie est assommée par le choc. Il asperge Émilie avec le contenu des bouteilles, l'enflamme et sort de la voiture. Émilie reprend conscience et sort de la voiture gravement brûlée. |
| 3                        | 3 octobre 2018    | L'affaire Dalmasso : mystérieux meurtre sur la Côte d'Azur              | rediffusion de l'épisode 6 de la saison 4 du 10 octobre 2011 |
| 4                        | 10 octobre 2018   | L'affaire Desnoue : une épouse devenue gênante                          | 28 août 2013 Françoise Desnoue, 56 ans, est tuée par son mari Éric chauffeur routier. |
| 4                        | 10 octobre 2018   | Affaire Lagrave : un secret trop lourd à porter                         | rediffusion de l'épisode 4 de la saison 9 du 12 octobre 2016 |
| 5                        | 14 novembre 2018  | Affaire Mosser : Piège à domicile                                       | Illfurth (Haut-Rhin) 12 septembre 2013 Isabelle Mosser 41 ans est tuée de huit coups de couteau par son mari Éric. |
| 5                        | 14 novembre 2018  | Affaire Pichon : Meurtre sans cadavre                                   | rediffusion de l'épisode 17 de la saison 4 du 12 mars 2012 |
| 6                        | 21 novembre 2018  | Affaire Métais : crime en eaux troubles                                 | Bandol (Var) 25 septembre 2010 sur son catamaran Jacques Métais 66 ans ancien haut fonctionnaire de la Banque de France est étouffé par son ex-épouse Catherine Slama psychologue. Marseille (Bouches-du-Rhône), elle le jette à l'eau les mains cadenassées et reliées à une ancre. |
| 6                        | 21 novembre 2018  | Pulsion meurtrière : l'affaire Clélia Médina                            | rediffusion de l'épisode 8 de la saison 5 du 30 janvier 2013 |
| 7                        | 28 novembre 2018  | Affaire Marchand : mensonges à répétition                               | Les Sorinières (Loire-Atlantique) 20 mars 2015 manoir de la Chatterie, Céline Sablé-Marchand, 40 ans, est tuée à coups de pelle par son époux Yann. |
| 7                        | 28 novembre 2018  | Affaire Fabien Tellier : un crime peut en cacher un autre               | rediffusion de l'épisode 17 de la saison 5 du 29 mai 2013 |
| 8                        | 05 décembre 2018  | Affaire Manuela Gonzalez Cano : concours de circonstances ?             | Un matin d'octobre 2008, à Villard-Bonnot, en Isère. Un promeneur découvre le corps carbonisé d'un homme à l'arrière d'une voiture brûlée en bordure d'un champ de maïs. Il s'agit de Daniel Cano, 58 ans, un ouvrier chaudronnier qui vit à quelques centaines de mètres de là avec Manuela, 47 ans, son épouse. Dans un premier temps, les autorités pensent qu'il s'agit d'un suicide Rediffusion de l'épisode 8 de la saison 3 du 10 novembre 2010                                                                                               |
| 8                        | 05 décembre 2018  | Meurtre sur le grill : l'affaire Piet                                   | Été 2006, près de Saint-Malo, en Bretagne. Adeline Piet disparaît sans laisser de trace... Selon son mari, cette mère de 7 enfants serait partie en stop, sans fournir d'explication. Rediffusion de l'épisode 33 de la saison 3 du 20 juin 2011 |
| 9                        | 19 décembre 2018  | Affaire Gomis : vrais jumeaux, faux coupable                            | Rediffusion de l'épisode 15 de la saison 10 du 14 mars 2018 |
| 9                        | 19 décembre 2018  | Affaire Raphaël Maillant : faux coupable ?                              | rediffusion de l'épisode 15 de la saison 4 du 8 février 2012 |
| 10                       | 16 janvier 2019   | Affaire Paquita Parra : la victime voulait porter plainte               | Puymoyen (Charente) 4 décembre 1998 route de la vallée des Eaux-Claires Francesca « Paquita » Parra-Palmero 30 ans est calcinée dans sa voiture. |
| 10                       | 16 janvier 2019   | Affaire Angélique Dumetz : un meurtrier insaisissable                   | rediffusion de l'épisode 5 de la saison 4 du 3 octobre 2011 |
| 11                       | 23 janvier 2019   | Affaire du petit Jonathan : le mystère de l'homme en noir               | |
| 11                       | 23 janvier 2019   | Affaire Anne Caudal : unis pour le meilleur et pour le pire             | rediffusion de l'épisode 13 de la saison 6 du 9 avril 2014 |
| 12                       | 30 janvier 2019   | Affaire Isoird : rendez-vous avec la mort                               | |
| 12                       | 30 janvier 2019   | Affaire Mistler : mortel libertinage                                    | rediffusion de l'épisode 19 de la saison 4 du 25 avril 2012 |
| 13                       | 6 février 2019    | Affaire Hélène Pastor : trahison familiale à Monaco                     | |
| 13                       | 6 février 2019    | Affaire Staub : marché conclu                                           | Fréjus (Var) 30 septembre 2003 Martin Staub 50 ans est tué à coups de manche de pioche chez lui par un homme commandité par son épouse Rita. |
| 14                       | 27 février 2019   | Les disparues de Perpignan : le mystère enfin résolu                    | |
| 14                       | 27 février 2019   | Affaire Jean-Yves Morel : la face cachée du tueur                       | rediffusion de l'épisode 10 de la saison 3 du 24 novembre 2010 |
| 15                       | 6 mars 2019       | Affaire Nadia Hamour : l'impossible disparition                         | Villiers-le-Bel (Val-d'Oise) 22 novembre 2004 Nadia Hamour 41 ans est tuée par son mari Amirouche. |
| 15                       | 6 mars 2019       | Affaire Laurence Maille : seul le corbeau détient la vérité             | rediffusion de l'épisode 26 de la saison 4 du 27 juin 2012 |
| 16                       | 13 mars 2019      | Affaire Vanessa Mayor : quand l'obsession pousse au crime               | Agde (Hérault) 30 août 2014 Vanessa Mayor 27 ans abattue de neuf balles par son beau-père Angel Valcarcel. |
| 16                       | 13 mars 2019      | Affaire Marine Boisseranc : l'empreinte du tueur                        | rediffusion de l'épisode 23 de la saison 4 du 6 juin 2012 |
| 17                       | 20 mars 2019      | Affaire Notthoff : le crime était signé d'avance                        | |
| 17                       | 20 mars 2019      | Affaire Jennifer Charron : deux suspects pour un meurtre                | rediffusion de l'épisode 21 de la saison 3 du 23 février 2011 |
| 18                       | 27 mars 2019      | Affaire Aurore Martin : lune de miel tragique                           | 10 mai 1995 sur une route de Haute Corse Marc Von Beers homme d'affaires de Bruxelles 36 ans est tué à coups de batte de baseball par Peter Uwe Schmitt amant de sa nouvelle épouse Aurore Martin complice. |
| 18                       | 27 mars 2019      | Affaire Wiktorska : quand le meurtrier s'inspire de Columbo             | rediffusion de l'épisode 10 de la saison 6 du 26 février 2014 |
| 19                       | 3 avril 2019      | Affaire Sophie Le Tan : prise au piège ?                                | |
| 19                       | 3 avril 2019      | Affaire Évelyne Boucher : au-dessus de tout soupçon                     | rediffusion de l'épisode 30 de la saison 3 du 31 mai 2011 |
| 20                       | 10 avril 2019     | Affaire Rouxel : repas de famille sanglant                              | Bastide-Clairence (Pyrénées-Atlantiques) 20 février 2016 Pascal Rouxel, 55 ans, et son épouse Ewa, 54 ans, sont abattus chez eux par leur fils Kévin commandité par son épouse Sofya Bodnarchuk, devant le frère ainé Yann autiste. |
| 20                       | 10 avril 2019     | Affaire d'Amato : trois ADN pour un meurtrier                           | rediffusion de l'épisode 29 de la saison 3 du 25 mai 2011 |
| 21                       | 17 avril 2019     | Affaire Marina Ciampi : le tueur sonne toujours deux fois               | 13e arrondissement de Marseille 27 juin 2012 Marina Ciampi, 52 ans, veuve, est tuée chez elle par Abdelkader Amrani « Cruchot » ancien gendarme réserviste. |
| 21                       | 17 avril 2019     | Affaire Yvan Keller : le tueur à l'oreiller                             | rediffusion de l'épisode 13 de la saison 3 du 22 décembre 2010 |
| 22                       | 24 avril 2019     | Affaire Benaym : la veuve et le jardinier                               | Roquebrune-sur-Argens (Var) 28 juillet 2014 Bernadette Benaym, 67 ans, est poignardée et égorgée dans sa villa par Hervé Robino. |
| 22                       | 24 avril 2019     | L'affaire Richard Roman                                                 | rediffusion de l'épisode 1 de la saison 4 du 7 septembre 2011 |
| 23                       | 15 mai 2019       | Affaire Dieterich : un ami qui vous veut du bien                        | Cravanche (territoire de Belfort) 4 juillet 1994 dans le Bois-Joli Stéphane Dieterich, 24 ans, étudiant en histoire, est poignardé de 11 coups de couteau par son ami Christophe Blind. |
| 23                       | 15 mai 2019       | L'affaire Xavier Philippe : Le crime était trop parfait                 | rediffusion de l'épisode 6 de la saison 3 du 25 octobre 2010 |
| 24                       | 22 mai 2019       | Affaire Castro : une famille dans le box                                | Nîmes (Gard) fin août 2015 Badré Fakir, 43 ans, boulanger est étranglé et poignardé par son ex-épouse Catarina Castro. Aidée de ses deux fils, elle emporte son cadavre dans un tunnel ferroviaire et l'incinère. 1er septembre, un garde forestier découvre le cadavre. |
| 24                       | 22 mai 2019       | La vengeance d'une mère de famille                                      | rediffusion de l'épisode 5 de la saison 6 du 4 décembre 2013 |
| 25                       | Date ?            | Titre ?                                                                 | |
| 25                       | Date ?            | Titre ?                                                                 | |

### Douzième saison (diffusion: de septembre 2019 à juin 2020)
| Saison 2019/2020 Épisode | Date              | Titres de l'épisode                                                 | Détails et informations supplémentaires |
| ------------------------ | ----------------- | ------------------------------------------------------------------- | --- |
| 1                        | 4 septembre 2019  | Affaire Lysiane Fraigne : Où est passée la boulangère d'Oléron ?    | Île d'Oléron (Charente-Maritime) octobre 2015 Lysiane Fraigne 54 ans vendeuse en boulangerie est tuée par son amant Guilain Fricot bouquiniste. |
| 1                        | 4 septembre 2019  | Affaire Colette Deromme : Une meurtrière dans la famille ?          | rediffusion de l'épisode 9 de la saison 6 du 5 février 2014 |
| 2                        | 18 septembre 2019 | Affaire Guitare : un meurtrier à la fête des voisins ?              | |
| 2                        | 18 septembre 2019 | Affaire Le Page : trop belle pour toi                               | |
| 3                        | 25 septembre 2019 | Affaire Cappélaere : L'eau avait un mauvais goût                    | Jacqueline Imbert, 92 ans, meurt empoisonnée à l'atropine. Cannes (Alpes-Maritimes) 7 avril 2015 Olivier Cappélaere tente d'empoisonner à l'atropine Suzanne Bailly et son voisin Gabriel Marino. |
| 3                        | 25 septembre 2019 | L'affaire Christiane Roger : Deux femmes pour un héritage           | rediffusion de l'épisode 14 de la saison 10 du 18 avril 2018 |
| 4                        | 2 octobre 2019    | Affaire Gillet : L'agriculteur a-t-il dit toute la vérité ?         | Blagny (Ardennes) 16 avril 2013 Anaïs Guillaume, 21 ans, est tuée par Philippe Gillet, son employeur et amant agriculteur. |
| 4                        | 2 octobre 2019    | Affaire Bary : L'heure du crime                                     | rediffusion de l'épisode 22 de la saison 4 du 30 mai 2012 |
| 5                        | 9 octobre 2019    | Affaire Brunel : Quand le fils préféré disparaît                    | Châteauneuf-du-Pape (Vaucluse) 13 octobre 2015 Jean-Marc Brunel 58 ans artisan est tué par son frère ainé Dominique et jeté dans le puits de sa villa. |
| 5                        | 9 octobre 2019    | Affaire Bettina Beau : La secrétaire a-t-elle tué son patron ?      | rediffusion de l'épisode 4 de la saison 8 du 16 septembre 2015 |
| 6                        | 6 novembre 2019   | Affaire Christophe Sion : La mariée avait bien calculé son coup     | Saint-Pétersbourg (Russie) août 2013 Christophe Sion, 51 ans, analyste financier d'une famille bourgeoise de l'industrie du coton, est tué par son épouse russe Dina Sissoïeva, dont il est séparé. Elle démembre son corps et l'incinère dans une forêt à Pskov avec la complicité de son père. |
| 6                        | 6 novembre 2019   | Affaire Philippe Bertrand : Une veuve trop joyeuse ?                | rediffusion de l'épisode 13 de la saison 10 du 11 avril 2018 |
| 7                        | 13 novembre 2019  | Affaire Mannechez : Un monstre dans la famille                      | 7 octobre 2014, Denis Mannechez abat Frédéric Piard et Virginie Mannechez, son ancienne compagne, avant de tenter de se suicider. |
| 7                        | 13 novembre 2019  | Affaire Monique Lejeune : Un trop lourd secret de famille           | rediffusion de l'épisode 13 de la saison 7 du 10 juin 2015 |
| 8                        | 20 novembre 2019  | Affaire du petit Jonathan : Le mystère de l'homme en noir           | |
| 8                        | 20 novembre 2019  | Affaire Anne Caudal : Unis pour le meilleur et pour le pire         | |
| 9                        | 27 novembre 2019  | Affaire Amandine Estrabaud : Le maçon serait-il le coupable idéal ? | Roquecourbe (Tarn) 18 juin 2013 Amandine Estrabaud, 30 ans, assistante d'éducation au lycée professionnel Anne-Veaute, est enlevée, séquestrée, violée et tuée par Guerric Jehanno, maçon. |
| 9                        | 27 novembre 2019  | Affaire Magali Delavaud : Sortie de route mortelle                  | rediffusion de l'épisode 12 de la saison 10 du 28 mars 2018 |
| 10                       | 4 décembre 2019   | Affaire Antoine Dupont : L'ado était-il de trop ?                   | ? |
| 10                       | 4 décembre 2019   | Titre ?                                                             | ? |
| 11                       | 8 janvier 2020    | Affaire Péchier : L'anesthésiste a-t-il empoisonné ses patients ?   | |
| 11                       | 8 janvier 2020    | Affaire Missenard : meurtre à la clinique                           | Le 26 juillet 1999, au Luxembourg. Beatriz Missenard, 46 ans, est hospitalisée et bientôt prise de convulsions (rediffusion de l'épisode 05 de la saison 5 du 09 janvier 2013) |
| 12                       | 19 janvier 2020   | Affaire Fiona : Les mensonges d'une mère                            | |
| 12                       | 19 janvier 2020   | Affaire Cindy Senocq : la femme qui cachait bien son jeu            | Le 28 mai 2009, deux pêcheurs découvrent le corps sans vie de Serge Martz, 44 ans, flottant dans un étang à Woippy, une commune aux environs de Metz (rediffusion de l'épisode 18 de la saison 6 du 11 juin 2014) |
| 13                       | 22 janvier 2020   | Affaire Trouillet : L'ami dont il fallait se méfier                 | |
| 13                       | 22 janvier 2020   | Affaire Cyrille Boutin : le loup dans la bergerie                   | |
|                          | 29 janvier 2020   |                                                                     | Pas d'émission |
| 14                       | 05 février 2020   | Meurtre au bristol : Le mystère de la suite 503                     | |
| 14                       | 05 février 2020   | Affaire Combier : la fiancée n'a pas dit son dernier mot            | rediffusion de l'épisode 15 de la saison 7 du 1er juillet 2015 |
| 15                       | 12 février 2020   | Affaire Benoît Philippens : Le banquier n'aurait pas dû dire non    | Visé (Belgique) 18 avril 2014, Carol Haid, 38 ans, son époux Benoît Philippens, 36 ans, banquiers et Esteban Counet, filleul de Carol, 9 ans, sont abattus dans la rue devant chez eux par Amédeo Troiano. |
| 15                       | 12 février 2020   | Affaire Aurore Martin : lune de miel tragique                       | 10 mai 1995 sur une route de Haute Corse Marc Von Beers homme d'affaires de Bruxelles 36 ans est tué à coups de batte de baseball par Peter Uwe Schmitt, amant de sa nouvelle épouse Aurore Martin complice (rediffusion de l'épisode 18 de la saison 11 du 27 mars 2019) |
|                          | 19 février 2020   |                                                                     | Rediffusions (anciens épisodes) |
|                          | 26 février 2020   |                                                                     | Rediffusions (anciens épisodes) |
| 16                       | 4 mars 2020       | Affaire Tourny : Ce voisin que personne n'imagine coupable          | Le 25 mars 2016 à Châteaumeillant, dans le Cher. Gilles Tourny, 67 ans, témoigne devant la caméra du journal télévisé régional. Quelques heures plus tôt, il a découvert le corps sans vie de son voisin Fernand Mourao, 60 ans, abattu de plusieurs balles de gros calibre dans le salon de sa maison. Les deux hommes se connaissaient depuis plus de quarante ans. Sur les images, Gilles Tourny semble effondré. Mais est-il sincère ? |
| 16                       | 4 mars 2020       | Affaire José Evangelista : le mari trompé crie son innocence        | Juin 2014, en Haute-Savoie. Jean-Luc Thiébaut, charpentier de 48 ans, n'a pas donné signe de vie depuis une semaine (rediffusion de l'épisode 18 de la saison 10 du 02 mai 2018) |
| 17                       | 11 mars 2020      | Estelle Mouzin : la vérité enfin ?                                  | C'est l'information judiciaire de la semaine : le tueur en série, Michel Fourniret est passé aux aveux devant la juge. Il a reconnu avoir tué la petite Estelle Mouzin, disparue en 2003 à Guermantes, en Seine-et-Marne, alors qu'elle rentrait de l'école. Si Michel Fourniret a enfin parlé c'est que l'étau, ces derniers mois, s'était considérablement resserré autour de lui. En effet son ex-épouse, Monique Olivier, avait fait récemment «tomber» son alibi. Malgré tout, des questions restent en suspens. Où se trouve la dépouille d'Estelle ? Et d'autres jeunes femmes, elles aussi mystérieusement disparues, ont-elles été les victimes de ce prédateur |
| 18                       | 18 mars 2020      | Affaire Aline Sepret : meurtre au cabaret                           | Michaël Corcessin-Dervin, chanteur de cabaret, mène une vie heureuse avec sa danseuse, Aline Sepret. Une belle histoire qui va brutalement prendre fin le 15 juin 2018, quand Aline s'évapore. Son compagnon raconte aux gendarmes qu'il a reçu un SMS énigmatique de la part d'Aline la veille au soir : elle serait partie lui chercher «une surprise», mais la jeune femme n'est jamais rentrée - |
| 18                       | 18 mars 2020      | Affaire Élodie Morel : piège par Internet                           | Le 2 mai 2005 à Aigues-Mortes, dans le Gard. La gendarmerie reçoit un appel pour le moins étrange : à l'autre bout du fil, un informateur anonyme prétend qu'une jeune femme va mourir (rediffusion de l'épisode 20 de la saison 5 du 19 juin 2013) |
|                          | 25 mars 2020      |                                                                     | Rediffusions (anciens épisodes) |
|                          | 01 avril 2020     |                                                                     | Rediffusions (anciens épisodes) |
|                          | 08 avril 2020     |                                                                     | Rediffusions (anciens épisodes) |

### Treizième saison (diffusion: de 2020 - 2021)
- 02 novembre 2020

- Affaire Aline Arth : une belle-mère trop possessive ?
- Affaire Vanessa Mayor : quand l'obsession pousse au crime
- 09 décembre 2020
- Affaire Aprin : les terribles secrets de la mère de famille écrit et réalisé par Yoann Cambefort[22]
- Affaire Antoine Dupont : l'ado était-il de trop ?
- 16 décembre 2020
- Affaire Sebastien Malinge : meurtre au tournevis
- Affaire Christophe Sion : la mariée avait bien calculé son coup
- 06 janvier 2021
- Meurtre au Bristol : le mystère de la suite 503
- Affaire Combier : la fiancée n'a pas dit son dernier mot
- 13 janvier 2021
- La petite inconnue de l'A10 : l'énigme enfin résolue
- Affaire du petit Jonathan : le mystère de l'homme en noir
- 20 janvier 2021
- Affaire Ramon Cortes : désaveux troublants
- Affaire Travaglini : deux femmes pour un homme
- 28 avril 2021
- Spéciale – Delphine Jubillar : l’incompréhensible disparition de l’infirmière
- Disparition d'Amandine Estabaud : le maçon coupable idéal ?
- 05 mai 2021
- Affaire Clément Brisse : un lycéen harcelé jusqu’à la mort
- Affaire Philippe Gillet : l’agriculteur a-t-il dit toute la vérité ?
- 12 mai 2021
- Affaire Duhamel-Marie-France Pisier : une mort et ses mystères
- Disparition de Fiona : les mensonges d'une mère
- 15 septembre 2021
- Disparition de Magali Blandin : quand la réalité dépasse la fiction
- Affaire Kévin Lefebvre : le prince charmant était un assassin
- 22 septembre 2021
- Corinne Coutin : suspectée de la mort de sa fille, elle contre-attaque !
- Affaire Sébastien Malinge : meurtre au tournevis
- 06 octobre 2021
- Massacre de la famille Troadec : les surprenantes explications du coupable
- Christine et Caroline Bermes : deux sœurs pour un seul homme
- 13 octobre 2021
- Qu’est-il arrivé à Laëtitia Czuba ? Sa famille relance l’enquête
- Affaire La petite inconnue de l’A10 : l’énigme enfin résolue
- 17 novembre 2021
- Léa Demagny : l’accident de la route cachait-il une exécution ?
- Affaire Émilie Godest : Sortie de route
- 24 novembre 2021
- Florian Varin : le criminel au visage d’ange
- Affaire Patrick Isoird : rendez-vous avec la mort
- 01 décembre 2021
- Affaire Thierry Bardoulat : la descente aux enfers d’un homme battu
- Affaire Stéphane Lejard : fortune fatale
- 08 décembre 2021
- Affaire Sandra Bignet : la mort au supermarché
- Affaire Aline Sepret : meurtre au cabaret
- 15 décembre 2021
- Affaire Jean Meyer : meurtre à la tour de contrôle
- Affaire Maureen Jacquier : un tueur parmi les collègues écrit et réalisé par Yoann Cambefort et Clémentine Bisiaux[23]
- 12 janvier 2022
- Affaire Daniel Malgouyres : crimes dans le plus beau jardin de France
- Fusillade chez les Rouxel : repas de famille sanglant

### Émissions de 2024
- En janvier 2024, un épisode d'Enquêtes criminelles : le magazine des faits divers diffusé sur W9, évoque l'affaire Roger Matassoli[24].
- Le 24 mai 2024 un épisode d'Enquêtes criminelles dénommé  « Qu'est devenue Marion Wagon ? » sur l'Affaire Marion Wagon  est diffusé sur W9.